# Brigadas Internacionales
Las Brigadas Internacionales fueron unidades militares compuestas por voluntarios extranjeros de más de cincuenta países que participaron en la guerra civil española (1936-1939) junto al Ejército Republicano, enfrentándose al bando sublevado al lado del gobierno de la Segunda República.
Según los datos manejados por estudios realizados en Estados Unidos por el Batallón Abraham Lincoln y por el historiador Andreu Castells, llegaron a participar un total de 59 380 brigadistas extranjeros; posteriormente, el historiador Hugh Thomas rebajaría la cifra de combatientes a 40 000, mientras que las más recientes investigaciones de Michael Lefebvre y Rémi Skoutelsky dan una cifra de casi 35 000. La cifra de Rémi Skoutelsky (34 111 individuos: 32 165 interbrigadistas y el resto «elementos repartidos en el ejército español») procede de sus investigaciones en el archivo de la Komintern y su cómputo se ha visto corroborado por un informe del servicio secreto militar ruso elevado al mariscal Voroshilov, comisario de Defensa soviético, el 26 de julio de 1938 en el que se dice que a finales del mes de abril la Komintern había registrado a 31 369 voluntarios en las Brigadas Internacionales durante todo el transcurso de la guerra. Al mismo tiempo los internacionales nunca sobrepasaron el número de 20 000 hombres presentes en los frentes en un momento determinado de la guerra (se calcula que fueron entre 12 000 y 15 000). La nacionalidad más numerosa fue siempre la francesa, con una cifra cercana a los 10 000 hombres, buena parte de ellos de la zona de París. Murieron al menos 15 000 brigadistas. 
La mayoría no eran soldados, sino trabajadores reclutados voluntariamente por los partidos comunistas (Comintern) o veteranos de la Primera Guerra Mundial. En un informe reservado presentado al resto de miembros del gobierno británico en enero de 1937, el secretario del Foreign Office Anthony Eden comparó a los brigadistas con las fuerzas de la Italia fascista y la Alemania nazi que estaban apoyando al bando franquista: «Es cierto que también han cruzado la frontera francesa voluntarios en número considerable. Pero son de una categoría diferente. No están organizados, no tienen experiencia militar, y en su gran mayoría no están armados ni equipados».
Su base se encontraba en la base aérea de Los Llanos, en Albacete. Las Brigadas participaron en la defensa de Madrid en 1936, las batallas del Jarama, Guadalajara, Brunete, Belchite, Teruel, Aragón y el Ebro, siendo retiradas a partir del 23 de septiembre de 1938, a fin de modificar la posición del Comité de No Intervención ante la intervención extranjera.

## Historia

### Antecedentes
Las Brigadas Internacionales no fueron, al contrario de lo que se suele creer, ni los primeros ni los únicos voluntarios extranjeros que partieron a luchar a España en favor de la República. Ya antes de su formación (en octubre de 1936) había en la Península un número, aunque no muy alto, de combatientes extranjeros, que prácticamente desde el día de la sublevación estaban participando en la contienda. Algunos de ellos ya residían en España antes del golpe del 18 de julio y procedían mayoritariamente de países con gobiernos fascistas (o pseudofascistas), de donde se habían visto obligados a exiliarse por su militancia progresista, socialista, comunista o anarquista. Por esta razón, los dos principales países de origen de estos primeros voluntarios extranjeros fueron Alemania e Italia. De este primer grupo de combatientes extranjeros que ya vivían en España al estallar la guerra se encontraban, como dos de los más conocidos, el novelista francés André Malraux y el socialista y antifascista italiano Fernando De Rosa Lenccini, que años antes había atentado contra Humberto II de Italia.

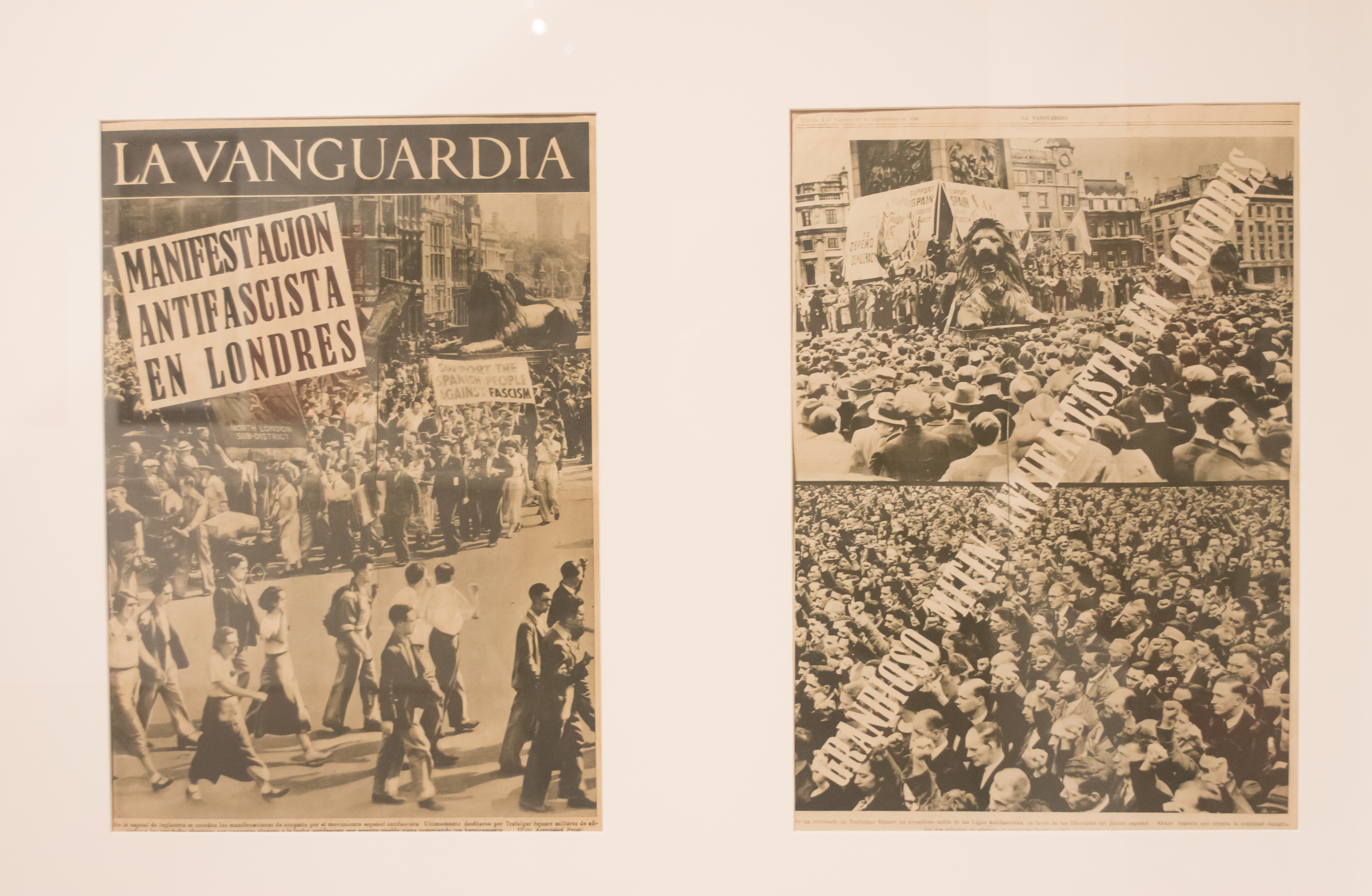
Manifestación antifascista en Londres recogida en primera página por el diario La Vanguardia del 11 de septiembre de 1936.

También hubo otro grupo de extranjeros que a partir del 18 de julio fue llegando a España por sus propios medios y se incorporó al bando republicano por simple simpatía política hacia el Frente Popular. Pero si es difícil dar cifras sobre los soldados que conformaron las Brigadas Internacionales, mucho más aún, por la inexistencia de documentos oficiales, lo es cifrar a los extranjeros que llegaron antes de octubre de 1936.
En tercer lugar, es destacable la incorporación a las filas del bando republicano de los participantes en las olimpiadas populares. Esta competición, organizada por grupos políticos de izquierda, se estaba celebrando en Barcelona en el verano de 1936 como contrapartida a las olimpiadas oficiales que se disputaban en Berlín bajo el gobierno de Adolf Hitler, y en ella tomaban parte deportistas de diversos países del mundo. Muchos de estos atletas se sumaron a las luchas callejeras de Barcelona, participaron en el levantamiento de barricadas y en la ocupación del Hotel Colón. La mayoría de los participantes, cuyo número oscilaba entre 174 y 300, regresó a sus respectivos países el día 24 de ese mismo mes de julio, tras haber sido protagonistas durante la primera semana de la guerra. Precisamente, el atleta austriaco Mechter, que murió durante el 19 de julio, es considerado el primer brigadista caído en combate.
Las unidades formadas por estos primeros voluntarios extranjeros se bautizaron con nombres de militares izquierdistas o progresistas del siglo anterior, como Walery Wroblewski, comandante en la Comuna de París, o de figuras políticas de mucho prestigio, como el socialista inglés Tom Mann. En agosto de 1936, entró en combate el batallón Comuna de París, compuesto principalmente por franceses y belgas al mando de Jules Dumont, en la batalla de Irún.
Muchos de los combatientes que conformaban estas unidades voluntarias espontáneas se integraron luego en las Brigadas Internacionales, pero otros muchos, por diversas circunstancias, permanecieron al margen de ellas y combatieron en otras unidades del Ejército Popular de la República. Numerosos extranjeros no se integraron en las brigadas debido, principalmente, a discrepancias políticas, ya que las Brigadas empezaron a ser organizadas y promovidas por el Partido Comunista Francés (de donde salieron los primeros oficiales brigadistas), lo cual causaba que extranjeros de filiación socialistas, anarquistas, o marxistas ajenos al comunismo, prefirieran enrolarse en otras unidades.
En algunos de los casos, algunos extranjeros lucharían integrándose en unidades del POUM o de otras organizaciones de izquierdas disidentes de la Internacional Comunista. Relacionado con esta cuestión, y tras las jornadas de mayo de 1937 en Barcelona, el gobierno republicano ordenó el 19 de junio de 1937, por un decreto implementado por Vicente Rojo Lluch siguiendo órdenes del entonces ministro de Defensa Indalecio Prieto "que todos los extranjeros que prestan servicio al Ejército, quedaban encuadrados en las Brigadas Internacionales". Esta orden no fue cumplida por muchos soldados extranjeros, que lucharon hasta el final de la guerra en unidades ajenas a las de los brigadistas.

### Creación
Las Brigadas Internacionales no se formaron espontáneamente como sostuvo la Internacional Comunista, sino que fue ella quien las organizó (a partir de la decisión tomada por su Secretariado el 18 de septiembre de 1936 en Moscú, a instancias de Stalin), además del reclutamiento y de los aspectos organizativos se encargaron dirigentes del Partido Comunista Francés, encabezados por André Marty. Pero la inmensa mayoría de sus integrantes sí fueron verdaderamente "voluntarios de la libertad" (como decía la propaganda republicana) llegados desde países con gobiernos fascistas o autoritarios, como Alemania, Italia o Polonia, pero también de países democráticos como Francia (que aportó el mayor número de brigadistas, unos 10 000), Reino Unido o Estados Unidos (con el famoso batallón Abraham Lincoln que llegó a finales de 1936 y cuya entrada en combate se produjo en la batalla del Jarama en febrero de 1937). Así pues, las Brigadas Internacionales no eran el "Ejército de la Comintern", un instrumento de la política de Stalin, como aseguraba la propaganda del bando sublevado. Un trabajador inglés que se enroló en las Brigadas Internacionales le explicó así en una carta a su hija por qué había venido a combatir a España:

De todos los países del mundo, gente obrera como yo ha venido a España a parar al fascismo. Así, aunque estoy a miles de millas de ti, estoy luchando para protegerte a ti y a todos los niños de Inglaterra, así como a la gente de todo el mundo.

El Gobierno de la República, presidido por el socialista Francisco Largo Caballero desde el 4 de septiembre de 1936, en principio fue reacio a aceptar la propuesta, considerando que las Brigadas estaban siendo formadas y regidas por la Comintern y su partido afiliado en España, el PCE. De hecho, grupos anarquistas bajo la dirección de la FAI obstaculizaron la entrada de voluntarios antifascistas en la frontera, llegando a tener retenidos a más de mil brigadistas, como llegó a reconocer el dirigente faísta Diego Abad de Santillán en su libro de memorias Por qué perdimos la guerra. La opinión de estos sectores reticentes dentro del bando republicano cambiaría en octubre, cuando el avance de los sublevados hacia Madrid evidenció la crítica situación militar de la República, lo cual hacía urgente reclutar la mayor cantidad posible de soldados.
Las movilizaciones en favor del reclutamiento para las Brigadas Internacionales se extendieron por toda Europa y luego por Estados Unidos, pero en países como Alemania e Italia se identificaron como el primer paso para combatir al fascismo y al nazismo, que ya habían establecido dictaduras en ambos Estados. Los primeros brigadistas llegaron a Albacete el 14 de octubre de 1936. Las primeras Brigadas formadas (XI, XII y XIII) estaban compuestas mayoritariamente por franceses, belgas, italianos y alemanes voluntarios. Dentro de cada brigada se constituyeron batallones, generalmente de miembros de la misma nacionalidad para facilitar las comunicaciones entre los integrantes.
El 22 de octubre el gobierno aprobó la constitución de las Brigadas Internacionales, siendo designado como organizador de las mismas el republicano Diego Martínez Barrio. Como presidente de la Junta Delegada del Gobierno para el abastecimiento de víveres y pertrechos, su labor de coordinación y logística fue de suma importancia, estableciendo el entonces presidente de las Cortes y vicepresidente de la República su residencia en Albacete durante un tiempo para desarrollar esta labor.
La sede internacional de reclutamiento se estableció en París bajo la dirección del Partido Comunista de la Unión Soviética y el Partido Comunista Francés. Desde el gobierno republicano se tramitaba la documentación necesaria para el recluta, se hacían llegar estos documentos a París, y desde allí se embarcaba a los voluntarios que llegaban vía ferrocarril a Barcelona desde toda Europa. Posteriormente, el gobierno los remitía a Albacete, donde la República había establecido el cuartel general y el centro de entrenamiento de las Brigadas Internacionales.
El 23 de octubre, Francisco Largo Caballero crea la División Orgánica de Albacete con un Comité de Organización encargado de asistir de manera centralizada a los voluntarios que llegaban del extranjero. El líder comunista francés André Marty, secretario general de la Comintern y hombre de la plena confianza de Stalin al parecer, es nombrado Jefe de la Base de Albacete. Los voluntarios que llegaban iban destinados luego a distintas poblaciones: La Roda, Tarazona de la Mancha, Villanueva de la Jara y Madrigueras eran los lugares de mayor concentración.
En el centro de entrenamiento de Albacete se organizaron las cinco brigadas numeradas de la XI a la XV. La XI, mandada por el general soviético Kléber, y la XII, mandada por el escritor húngaro Máté Zalka "Lukács", tuvieron un papel destacado en la batalla de Madrid. Los voluntarios canadienses formaron el Batallón Mackenzie-Papineau (los Mac-Paps). También hubo un pequeño grupo de pilotos estadounidenses que formaron el Escuadrón Yankee, liderado por Bert Acosta. Hubo brigadistas famosos, escritores y poetas como Ralph Fox, Charles Donnelly, John Cornford o Christopher Caudwell que describirían sus experiencias en el frente.
El historiador hispanista inglés Hugh Thomas, en su obra clásica sobre la guerra civil española cifró el número de brigadistas que combatieron en España en unos 40 000, muy lejos de los 100 000 que daba la propaganda franquista para hinchar la influencia del Comunismo Internacional. Estudios más pormenorizados y recientes sitúan la cifra en algo menos de 35 000, no muy lejos por tanto de la cifra estimada por Thomas. Lo que también está demostrado es que nunca hubo más de 20 000 combatientes a la vez y que murieron en combate unos 10 000.
Gabriel Jackson ha afirmado que «el motivo abrumador [de los brigadistas] era la desesperación ante el fracaso de los poderes democráticos para oponerse a un fascismo manifiestamente agresivo».

### Acciones de guerra

Los brigadistas irlandeses Frank Ryan (izquierda) y John Robinson de la columna Connolly, integrada en el Batallón Lincoln.

Las primeras operaciones de combate en las que participaron las brigadas (en concreto las números XI, XII y XIV) fueron en la batalla de Madrid a partir del 4 de noviembre de 1936 hasta febrero de 1937, durante la primera ofensiva del ejército sublevado, que ya ocupaba Getafe y Leganés.
Con 1550 hombres y mujeres (1628 según los archivos soviéticos), se instaló el cuartel general en la Facultad de Filosofía y Letras, siendo las unidades brigadistas muy activas en los alrededores de la Casa de Campo, donde se enfrentaron al general Varela en los accesos desde la carretera de Valencia, la defensa de la Ciudad Universitaria y los accesos a la sierra de Guadarrama, en un amplio despliegue que los llevaba en algunas ocasiones a combatir a las puertas de Getafe.
La XV Brigada, compuesta principalmente por unidades de rusos, norteamericanos y británicos, se enfrentó a las tropas sublevadas que pretendían conquistar Madrid desde el 6 de febrero de 1937 en la batalla del Jarama, donde los brigadistas británicos y estadounidenses tendrían un rol destacado. También participó en la contención de la ofensiva rebelde y capturó prisioneros, manteniendo enfrentamientos hasta el día 27 inclusive.
Durante la batalla de Guadalajara iniciada por tropas italianas del Corpo Truppe Volontarie el 9 de marzo de 1937 para tratar de penetrar desde el norte en Madrid, las tropas republicanas hicieron frente a un ejército de 30 000 hombres, 80 carros de combate y 200 piezas de artillería. En el escenario se encontraron combatiendo la XI y XII Brigadas Internacionales, que sufrieron gran cantidad de bajas.
En la batalla de Belchite tomaron parte las brigadas XI y XV desde el 26 de agosto hasta el 10 de septiembre de 1937. Los escasos resultados obtenidos por el bando republicano y la desconfianza del ministro socialista Indalecio Prieto hacia las Brigadas ocasionó que, poco después de acabada la lucha en Belchite, el gobierno republicano emitiera diversos decretos destinados a integrar a las Brigadas dentro del esquema organizativo del Ejército Popular Republicano, restando poder de decisión a la Comintern y al PCE, y tratando de encuadrar a los brigadistas bajo mando directo de militares profesionales españoles. Tales intentos chocaron con la oposición de la Comintern, quien con el apoyo del PCE y del gobierno de la Unión Soviética (casi único suministrador de armas a la República), logró mantener a las Brigadas bajo su control.
En la ofensiva republicana que se realizó en diciembre de 1937 en la batalla de Teruel, que tenía como fin desviar la presión de los sublevados sobre el frente norte, participaron todas las Brigadas Internacionales (ya muy mermadas), excepto la XIV. De cara a las sesiones del Comité de No Intervención, el gobierno republicano mantuvo que serían sólo las tropas españolas las que lucharían, pero esto pronto se demostró como una falsedad cuando el 7 de diciembre llegó la orden a la base brigadista en Albacete de que los soldados en descanso partiesen hacia Aragón.
Los brigadistas tuvieron también un importante papel en los grupos de guerrilleros que se infiltraron tras las líneas antes de la batalla para sabotear las comunicaciones enemigas.[cita requerida] La reconquista de Teruel por parte de los franquistas en febrero del 38 costó un altísimo número de bajas, especialmente a la XI Brigada.
No obstante, la ofensiva de Aragón iniciada en marzo de 1938 significó una dura prueba para las Brigadas Internacionales, en tanto la severa derrota republicana en estos combates generó también un elevado número de bajas entre los brigadistas. Durante la batalla de Caspe, las brigadas tuvieron un destacado papel en la defensa de la localidad, donde se habían concentrado un importante número de unidades internacionales y republicanas. A partir de abril de 1938 y ante la extrema dificultad de cubrir las bajas de los combatientes extranjeros, las Brigadas se reorganizarían incorporando un gran número de reclutas españoles, con lo cual la proporción de extranjeros empezó a ser minoritaria en casi todos los batallones.

### Represión y campos de concentración franquistas

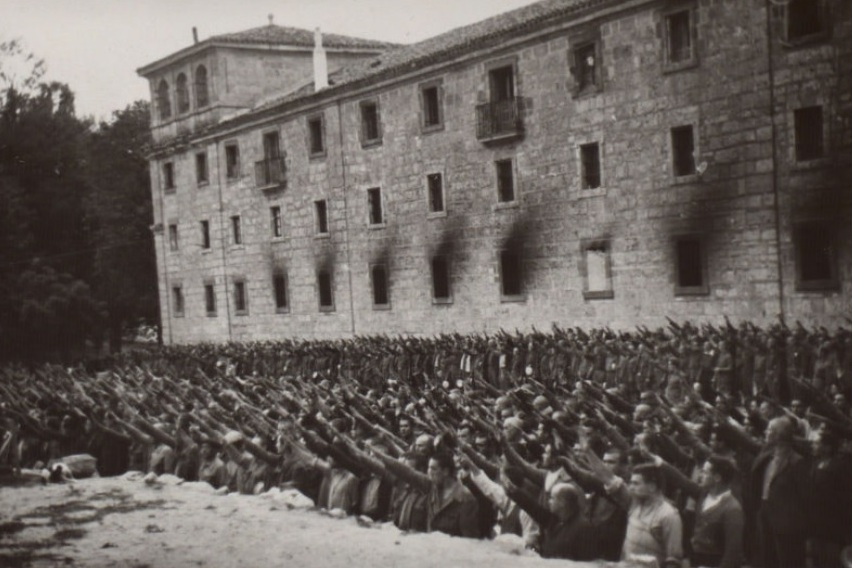
prisioneros interbrigadistas haciendo el saludo fascista, Cardeña 1938

En la retaguardia de la zona sublevada, los voluntarios internacionales fueron sometidos al mismo tipo de represión violenta a que se enfrentaban también los milicianos españoles. Por ejemplo, sólo entre marzo y abril de 1938 las tropas franquistas habían fusilado a 144 brigadistas, provocando protestas en Europa y Estados Unidos. También fueron internados en los campos de concentración abiertos por orden expresa de Franco; en su caso, se eligió para recluirlos el campo de San Pedro de Cardeña (Castrillo del Val, Burgos), que llegó a albergar a más de 4000 detenidos. Franco utilizó a algunos de estos prisioneros para canjearlos por militares alemanes e italianos en poder de las autoridades republicanas, mientras que otros eran directamente deportados a Alemania y entregados a la Gestapo nazi: Al menos treinta brigadistas germanos y austriacos acabaron en campos de concentración nazis, donde murió la mayor parte de ellos.
Los internacionales eran sometidos en el campo de San Pedro a las mismas condiciones de hacinamiento y precariedad que se daban en el resto de campos de concentración franquistas; el diplomático británico Robert MacLeod Hodgson, que visitó el recinto, denunció que los reclusos estaban encerrados las 24 horas del día en un local atestado de gente, con ratones, piojos, pulgas y sólo con tres retretes para trescientos hombres, que tampoco disponían de ropa interior, zapatos o medicamentos. Los internos de San Pedro también tuvieron que someterse a los experimentos de Antonio Vallejo-Nájera, jefe de los Servicios Psiquiátricos Militares de Franco y conocido como el Mengele español, quien trataba de justificar sus peculiares teorías raciales y eugenésicas, que a su vez sirvieron para intentar legitimar "científicamente" la labor represora y de exterminio del franquismo. Ayudado por dos asesores científicos alemanes, concluyó que estos prisioneros extranjeros eran individuos «degenerados» y «anormales», a causa de la democracia y el sufragio universal vigentes en «el medio ambiente cultural y social norteamericano» donde «el libertinaje sexual constituye la tónica». Los internos con rasgos asiáticos, mulatos o africanos eran fotografiados y ridiculizados en los diversos reportajes propagandísticos del fascismo que se filmaron allí.
Los últimos brigadistas en salir liberados de las cárceles y campos de concentración franquistas no lo harían hasta bien entrado 1943, cuatro años y medio después de finalizada la guerra en España.

### La marcha de las Brigadas

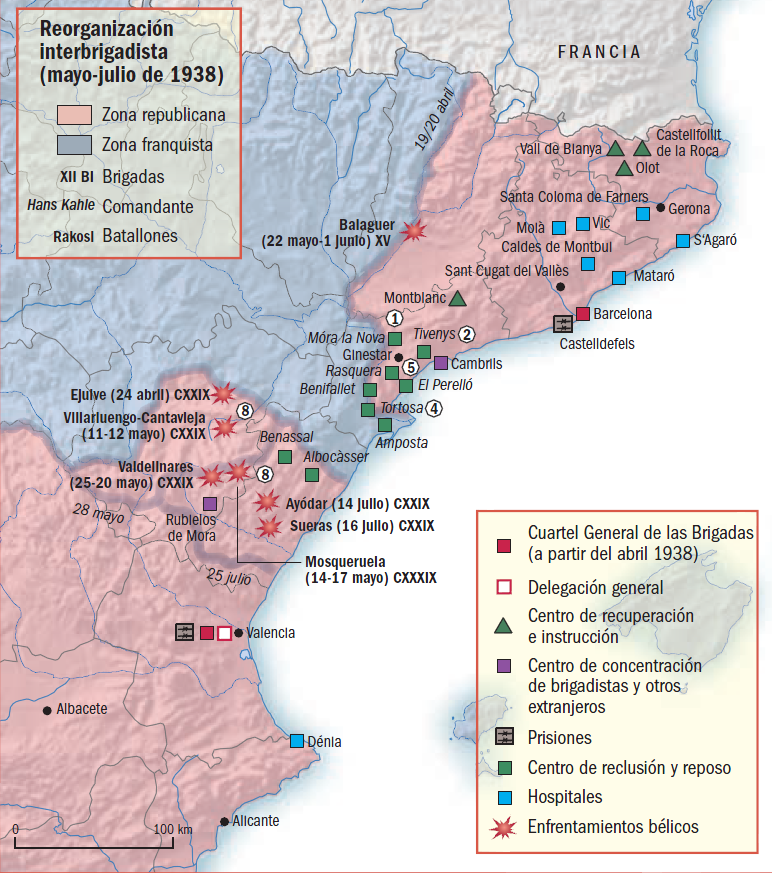
Reorganización de las Brigadas Internacionales entre mayo y julio de 1938.

Durante 1938 se suceden los intentos para poner fin a la guerra civil española desde los organismos internacionales, como la Sociedad de las Naciones, ante el evidente fracaso del Comité de No Intervención para detener el conflicto.
Tras la grave derrota sufrida en abril por la ofensiva de Aragón, la República era consciente de su debilidad, y el presidente del gobierno Juan Negrín juega la baza de apostar por un proceso de pacificación, emitiendo con ocasión del 1 de mayo de 1938 un posible acuerdo basado en trece puntos conocidos como los Trece puntos de Negrín ante la opinión pública internacional, entre los que se incluía la retirada de todas las fuerzas compuestas por extranjeros que estuvieran presentes en el conflicto español.
Esto se unía a una intensa labor diplomática encabezada por Manuel Azaña, en la que se mostraba a Francia y al Reino Unido la conveniencia de tener un fuerte aliado en el sur ante los acontecimientos que se precipitaban en Europa tras la amenaza dirigida contra Checoslovaquia por Hitler. La desfavorable situación bélica y estratégica de la República (desde el 15 de abril quedó cortada en dos la zona republicana) causó que Francia y Reino Unido no mostrasen entusiasmo por la propuesta de Negrín, e inclusive la prensa de la Unión Soviética, bajo control gubernamental, admitía seriamente la posibilidad de que Franco triunfase en España.
El gobierno republicano presidido por Juan Negrín dispuso que en la ofensiva republicana de la batalla del Ebro participasen las Brigadas Internacionales, y efectivamente ello sucedió a partir del 25 de julio, interviniendo las Brigadas como tropas de choque. No obstante, el estancamiento de la ofensiva republicana desde mediados del mes de agosto y la severidad de los contraataques sublevados causaron nuevas bajas entre los combatientes extranjeros de las Brigadas.
En 1938, el número de brigadistas se había reducido ostensiblemente (quedaba un tercio aproximadamente) y el 21 de septiembre de ese año, el presidente del gobierno republicano Juan Negrín anunció ante la Asamblea general de la Sociedad de las Naciones en Ginebra, la retirada inmediata y sin condiciones de todos los combatientes extranjeros que luchaban en el bando republicano con la esperanza de que el bando sublevado hiciera lo mismo. Un mes después, el 28 de octubre de 1938, las Brigadas Internacionales desfilaban por última vez por las calles de Barcelona en un acto encabezado por Azaña y Negrín al que asistieron unas 250 000 personas. Por esas mismas fechas, Mussolini retiró unos 10 000 soldados del Corpo Truppe Volontarie "como gesto de buena voluntad" hacia el Comité de No Intervención, pero unos 30 000 soldados italianos siguieron combatiendo en el bando sublevado hasta el final de la guerra.
El Gobierno de la República comunicó oficialmente a la Sociedad de las Naciones y al Comité de No Intervención su firme compromiso en la retirada de las Brigadas Internacionales cuando ya se había estancado mucho el avance de las tropas republicanas en la Batalla del Ebro y cuando había empezado una severa lucha de desgaste en ese frente de combate.
Para esta fecha se había tornado casi imposible el reclutamiento de soldados extranjeros para las Brigadas Internacionales, debido a los intermitentes cierres de la frontera realizados por Francia, que impedían el libre paso de voluntarios, considerando además que el gobierno socialista de Léon Blum (favorable a la República) había dejado el poder en Francia en junio de 1937 y sus sucesores derechistas procedieron a cierres intermitentes de la frontera hispano-francesa.
Asimismo, las pugnas internas entre el PCE y el POUM habían desalentado el reclutamiento de extranjeros en las Brigadas desde los sucesos de mayo de 1937 en Barcelona, pues después de estos hechos, muchos voluntarios extranjeros no comunistas optaban por acudir a España para unirse a otras unidades del Ejército Popular de la República y no a las Brigadas. Por su parte, los partidos comunistas afiliados a la Comintern carecían de más militantes en condiciones de ser enviados a España, lo cual impedía cubrir las bajas sufridas por las Brigadas.
Por todos estos factores, las Brigadas Internacionales habían reducido mucho su número tras la derrota en Aragón: los extranjeros de las Brigadas sumaban menos de 10 000 hombres en toda la España republicana al empezar la batalla del Ebro, sumando en dicha cifra inclusive a los servicios de no combatientes (médicos, técnicos, etc.). Para entonces en casi todos los batallones de las Brigadas, la mayoría de la tropa era española, reclutada para llenar los vacíos dejados por extranjeros.
La propuesta de retirar las Brigadas llegó al bando sublevado, si bien Franco comunicó "oficiosamente" que era tarde ya para cualquier acuerdo con el bando republicano, en tanto las tropas rebeldes contaban con una situación militar mucho más ventajosa tras su triunfo en Aragón. De todas formas, el Gobierno de la República consumó el proceso de desmovilización esperando que la buena voluntad sirviera para que las potencias europeas (neutrales o no) presionaran a Franco. Para esa fecha el valor bélico de las Brigadas se había reducido bastante, y su valor propagandístico tampoco resultaba relevante para la Comintern tras publicitarse las pugnas con el POUM y en menor medida con el PSOE. La Unión Soviética también apoyaba la retirada de las Brigadas, al desear que numerosos militantes comunistas (sobre todo los integrados en los mandos de las Brigadas) abandonaran España vivos al hacerse cada vez más posible un triunfo de Franco.
El 23 de septiembre de 1938, los brigadistas vivieron su último día de combate, pero no sería hasta el 27 de octubre que los internacionales del Ejército del Centro y de Levante, unos 1500 hombres, serían reagrupados en Valencia. Al día siguiente ocurrió igual con los brigadistas de Cataluña, que fueron reunidos en Barcelona.
El Ejército Popular les brindó en esa ciudad un gran homenaje bajo el lema: Caballeros de la libertad del mundo: ¡buen camino! El mayor de los homenajes que se les rindió, fue el desfile celebrado en Barcelona el 28 de octubre de 1938. Toda la ciudad amaneció con pancartas y carteles alusivos a las Brigadas Internacionales. Ante Companys, Azaña, Negrín, Vicente Rojo y más de 300 000 personas, los internacionales desfilaron por la avenida del Catorce de Abril (actual avenida Diagonal), en un ambiente altamente emotivo, con un histórico discurso de Dolores Ibárruri.
Hubo actos similares de homenaje en Valencia y Madrid. Tras un desfile en el que la gente los despidió con aplausos, llantos y cubriendo la calzada de rosas, después de un espectacular despliegue de cazas republicanos en los cielos de Barcelona, los brigadistas estaban listos para partir. Para esto fueron concentrados en diversas localidades catalanas, de acuerdo a su unidad de origen y nacionalidad.

### Tras la retirada
La mayoría de los menos de diez mil brigadistas supervivientes a la guerra trataron de volver a sus países. Muchos de ellos no tendrían problemas (franceses, británicos, estadounidenses), pero otros muchos se verían con situaciones difíciles: los italianos, alemanes, austriacos, suizos, búlgaros y canadienses se vieron entre la espada y la pared. Formalmente eran expulsados de España, pero, o serían detenidos en sus países al regreso debido a que en ellos gobernaban el fascismo y el nazismo, o bien se arriesgaban a la cárcel porque habían salido sin autorización para servir en un ejército extranjero, o porque sus respectivos gobiernos perseguían a los militantes comunistas, por lo cual muchos brigadistas debieron marchar como exiliados a terceros países.
Algunos brigadistas que no tenían un país al cual volver con seguridad, se refugiaron en casas particulares en Cataluña y otros pasaron la frontera de los Pirineos sólo para quedarse en Francia como exiliados, incluso de modo clandestino. La Unión Soviética acogió a algunos brigadistas, pero estos eran exclusivamente líderes comunistas de importancia, mientras que el gobierno soviético rehusaba admitir a militantes comunistas de menor jerarquía, ofreciéndoles a cambio "facilidades" para sobrevivir en el exilio.
Un caso paradigmático fue el de los brigadistas yugoslavos: cuatro de los voluntarios que combatieron en la guerra acabaron dirigiendo los cuatro grupos del Ejército Partisano de Liberación que combatió a los nazis en la Segunda Guerra Mundial: Peko Dapčević el I, Koča Popović el II, Kosta Nađ el III, y Petar Drapšin el IV.

### Últimas luchas de los ex brigadistas
Cuando las tropas del bando sublevado lanzaron su campaña en Cataluña el 23 de diciembre de 1938 aún quedaban unos pocos miles de exbrigadistas esperando salir de España; ante el avance franquista estos extranjeros reconstruyeron algunos batallones y ofrecieron de nuevo sus servicios al gobierno republicano. Inicialmente el primer ministro Negrín rechazó este apoyo, pero los antiguos mandos brigadistas (como André Marty) y los líderes del PCE instaron a que los exbrigadistas aún ubicados en España tomaran de nuevo las armas.
Así, en enero de 1939 se formaron improvisados batallones de antiguos brigadistas, mayormente eslavos, italianos, y mexicanos, que participaron en las últimas operaciones bélicas del bando republicano antes de la retirada de Cataluña; estos combatientes evacuaron el suelo español el 9 de febrero de 1939 junto con los restos del Ejército Popular y varios miles de refugiados civiles. Unos pocos exbrigadistas habían elegido quedarse en la región suroriental de España, aún en poder de la República, encuadrados en unidades militares afectas al PCE; en esa condición lucharon contra el golpe de Estado del coronel Casado a inicios de marzo de 1939, algunos pudieron huir a último minuto junto con la jefatura del Partido Comunista de España, mientras otros acabaron capturados por los franquistas.

## Organización y estructura interna

### Origen de los brigadistas

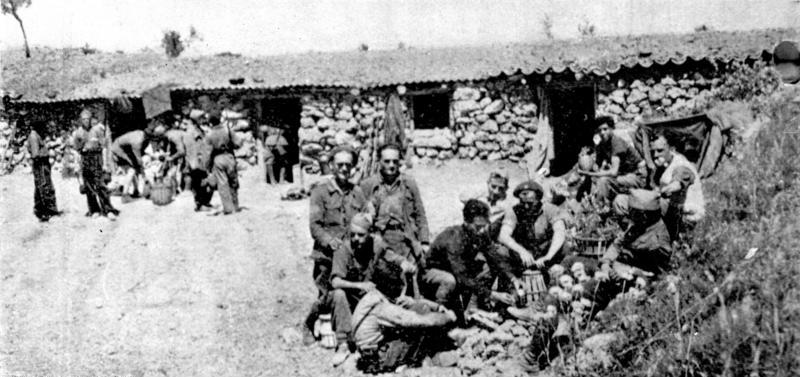
Interbrigadistas de la XI Brigada Internacional descansando en una retaguardia.

Hubo brigadistas de más de cincuenta países del mundo. El país que más voluntarios aportó fue Francia, con más de 10 000 según algunas fuentes (Andreu Castells la eleva hasta 15 000). El segundo contingente más importante fue el de alemanes y austriacos con unos 5000, en su mayoría exiliados en París y Bruselas. También destacaron los contingentes de Italia (4000), los 2500 británicos, 2000 estadounidenses, 1700 yugoslavos, 1800 Mexicanos, 1200 canadienses, 800 cubanos y 600 argentinos. También se enrolaron en menores cantidades voluntarios de países como Perú, Bolivia, Abisinia, Polonia, Bélgica, Albania, Checoslovaquia, Hungría, Bulgaria, Suecia (500), Suiza, Países Bajos, Rumania, Colombia, China, Japón, Chile, Brasil, Uruguay, Argelia, Siria, Líbano, Irak, Egipto, Marruecos, Palestina y Nueva Zelanda.
Un importante número de brigadistas fue de origen judío, colectivo que mayoritariamente entendió la lucha contra el fascismo en el contexto de la lucha contra el ascenso del antisemitismo que se estaba dando en Europa. Según distintas estimaciones, hasta 8000 de estos voluntarios, un 15 % del total de brigadistas internacionales, lucharon por el bando republicano. En general, estos voluntarios habían sido previamente militantes comunistas y anarquistas, con poca o nula conciencia hebrea, pero también se dieron casos de unidades específicamente judías, como la Unidad judía Botwin (anteriormente denominada 2.ª Compañía del Batallón Palafox). Esta participación judía en las brigadas internacionales fue silenciada sistemáticamente.

### Procedencia política
Los brigadistas procedían de muy diferentes estratos sociales, desde intelectuales a trabajadores manuales, pasando por militares retirados o soldados veteranos. Hubo en sus filas una gran variedad de procedencias: sindicalistas, mineros de Europa Central, estibadores y cargadores de los principales puertos europeos, algunos excombatientes de la Primera Guerra Mundial, médicos, afroamericanos y orientales naturales de suburbios neoyorquinos, también un numeroso grupo de universitarios británicos procedentes de las zonas de concentración industrial, algunos escritores, artistas, políticos y muchos militares desempleados de la Europa del Este. Como vemos, la procedencia tanto geográfica como social y profesional era de una heterogeneidad impresionante. El importante número de intelectuales, médicos, artistas y científicos que integraban las brigadas, ha hecho que en muchas ocasiones se les haya definido como “la unidad militar más intelectual de la historia”.
Hay que añadir en este apartado que hubo varios escritores, como Ernest Hemingway y George Orwell, que aunque sí fueron testigos directos de la guerra y escribieron algunas obras que se han hecho muy populares (Por quién doblan las campanas u Homenaje a Cataluña, o que sirvió de inspiración para escribir Rebelión en la granja), no se encuadraron como combatientes dentro de las Brigadas Internacionales.
La filiación política mayoritaria era la comunista, ya que casi todos los brigadistas habían sido invariablemente reclutados por los partidos comunistas de diferentes naciones, afiliados a la Comintern, aunque unos pocos acudieron a España para enrolarse directamente sin adherirse previamente a un partido político. Sin embargo, la militancia política variaba según el país de origen; por ejemplo, entre los brigadistas estadounidenses los reclutas que eran militantes izquierdistas (socialistas, comunistas o anarquistas) no llegaban ni a la mitad, mientras que en el contingente alemán los soldados de filiación comunista estaban en torno al 80 %, siendo igual de elevada la proporción de comunistas en unidades francesas o italianas. Mientras tanto, los batallones británicos y de Europa Oriental mostraban presencia mayoritaria de obreros sindicalizados, con una minoría de militantes de algún partido.
La filiación de los brigadistas no comunistas era muy variada también: iba desde el socialismo hasta el anarquismo, pasando por todas las formas del progresismo antifascista o socialdemócratas. No obstante, en casi todos los batallones la Comintern insistió para que los puestos de jefatura quedaran en poder de militantes comunistas, lo cual se impuso desde las primeras semanas de existencia de las Brigadas. La única excepción a este control comunista ocurrió en el Batallón "Garibaldi", donde la Comintern permitió que los reclutas italianos fueran dirigidos por oficiales anarquistas.
Fueron muchos los brigadistas que posteriormente acabarían convirtiéndose en personajes de notable importancia histórica. Por dar algunos ejemplos se podrían citar los nombres del alemán Willy Brandt, que sería alcalde de Berlín y luego canciller de Alemania, el intelectual neerlandés Jef Last, el militar húngaro Kleber, el pintor mexicano David Alfaro Siqueiros, el general polaco Walter, el presidente yugoslavo Tito (la participación de este último ha sido bastante discutida), y otros muchos alemanes que llegarían a ocupar importantes cargos en la República Democrática Alemana. También participó en las Brigadas Internacionales el albanés Enver Hoxha, quien sería primer ministro de ese país desde 1946 hasta su muerte en 1985, durante la República Popular de Albania.

### Denominación y composición

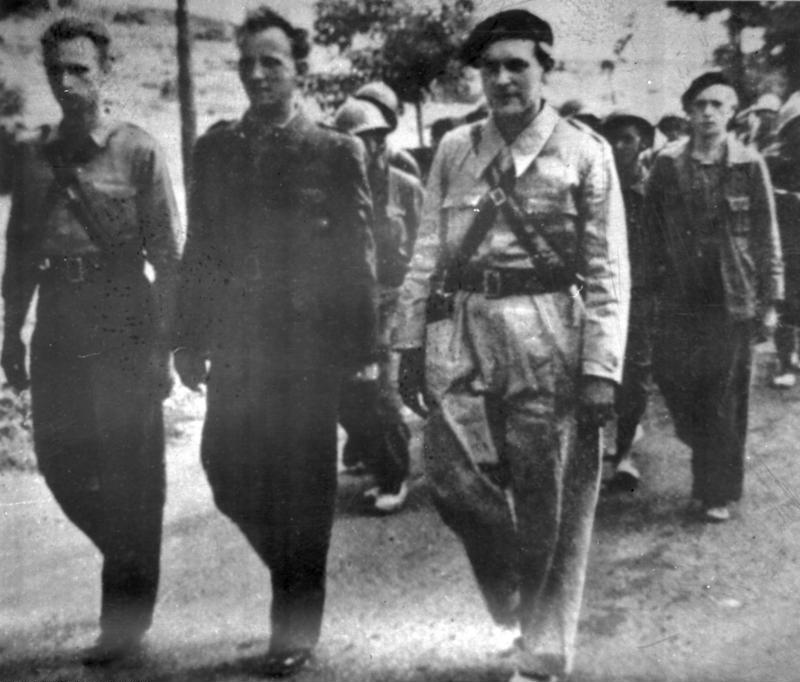
Miembros de las Brigadas Internacionales en la zona de Guadalajara en 1937.

Los primeros voluntarios llegaron a Albacete el 12 de octubre de 1936, y a partir de ahí llegaron convoyes casi diariamente durante los días sucesivos. El día 15, Luigi Longo (luego se hará llamar Luigi Gallo) empezó a organizar las primeras compañías. Otros que se suman al primer órgano de dirección son los militantes comunistas Allard, Wisniewski, Hans Kahle, Jean Marie François, Lalmanovic o Ribiere. Este comité organizador se vio superado ante la llegada de tantos voluntarios y pronto se transformó en un comité militar, en el que aparte de los ya mencionados entraron otros, como el comandante Vidal y André Marty, que se convertiría en el jefe de la base y de las Brigadas Internacionales.
El encuadramiento en los distintos grupos se efectuó en función de grupos idiomáticos y de origen. Los jefes en un principio fueron elegidos por los propios voluntarios, pero más tarde la elección pasó a hacerse en función de las necesidades, aunque la Comintern pronto logró imponer que todos los oficiales (y candidatos a serlo) fueran militantes comunistas. Al lado de cada jefe militar había un comisario político, cuyas tareas principales eran de carácter político (mantener la moral, arengar políticamente a las tropas, etc.) aunque en ocasiones también tenían que asumir labores puramente militares.
Se formaron siete brigadas, llamadas XI, XII, XIII, XIV, XV, 129.ª y 150.ª; Cada brigada se dividía a su vez en tres batallones (salvo en algunos casos en los que había cuatro) que en un principio rondaban los 650 hombres cada uno. Estos batallones recibían nombres con un claro contenido político, como Garibaldi o Commune de París.
Las Brigadas estuvieron organizadas de la siguiente forma:
- XI BRIGADA

La XI Brigada fue la primera en constituirse formalmente el 22 de octubre de 1936 con tres batallones: Edgar André, Commune de París y Garibaldi, apoyados por un batallón español. Jefe de la Brigada fue Manfred Stern primero y Jean Marie François después.
1.er Batallón "Edgar André". Alemán.
2.º Batallón "Commune de Paris". Franceses y belgas. Trasladado posteriormente a la XIV.
3.er Batallón "Dabrowski". Polacos, húngaros, yugoslavos, paraguayos. Trasladado posteriormente a las Brigadas XII, XIII y 150. (Bandera en la imagen).
4.º Batallón "Garibaldi". Italianos. Trasladados más tarde a la XII.
- XII BRIGADA

Bandera del Batallón italiano "Garibaldi" - 12 Brigada Internacional

La XII Brigada se constituyó el 1 de noviembre de 1936 con los batallones Ernst Thälmann, André Marty y, desde la XI Brigada, el Garibaldi. El Jefe de la Brigada fue el general Máté Zalka.
1.er Batallón "Thaelmann". Alemán. Trasladado posteriormente a la XI.
2.º Batallón "Garibaldi". Italianos.
3.er Batallón "André Marty". Franceses y belgas. Trasladado posteriormente a la 150, XII y XIV.
- XIII BRIGADA

La XIII Brigada se constituyó el 1 de diciembre de 1936 con los batallones Chapaiev, Henri Vuillemin y Louise Michel. El jefe de la Brigada fue Wilhelm Zaisser.
1.er Batallón "Louise Michel". Franceses y belgas. Trasladado posteriormente a la XIV.
2.º Batallón "Chapáyev". De distintos países balcánicos. Trasladado posteriormente a la 129.
3.er Batallón "Henri Vuillemin". Franceses y belgas. Trasladado posteriormente a la XIV.
4.º Batallón "Mickiewicz Palafox". Polacos y judíos mayoritariamente, además de unas decenas de sobrevivientes ucranianos del ejército anarquista de Néstor Majnó.
- XIV BRIGADA

La XIV Brigada, a la que se conoció como La Marsellaise por estar conformada por mayoría de franceses, fue creada el 1 de diciembre de 1936 y reorganizada por completo el 27 de noviembre de 1938.
1.er Batallón "Noves Nacions". Trasladado posteriormente al "Commune de Paris".
2.º Batallón "Domingo Germinal". Anarquistas españoles y portugueses.
3.er Batallón "Henri Barbusse". Franceses.
4.º Batallón "Pierre Brachet". Franceses.
Batallón Vaillant-Couturier.
- XV BRIGADA

La XV Brigada se formó el 31 de enero de 1937 con los Batallones Dimitrov, 6 de febrero, Pierre Brachet (que se trasladó pronto a la XIV Brigada), Británico, Lincoln y Washington. El jefe de la Brigada fue Janos Galicz.
1.er Batallón "Dimitrov". Yugoslavos y búlgaros. Trasladados posteriormente a la 150 y después a la XIII.
2.º Batallón Británico.
3.er Batallón "Lincoln", "Washington", "Mackenzie-Papineau". Estadounidenses, canadienses, cubanos y argentinos. A este batallón se unió la Columna Connolly formada por un reducido grupo de irlandeses.
4.º Batallón "6 de febrero". Franceses. Trasladados posteriormente a la Brigada XIV.
5.º Cuerpo de Voluntarios "Benito Juárez García". Brigadistas de origen Mexicano.  Mas los guerrilleros mexicanos semindependientes llamados "Unidad Pancho Villa" o "los Villas".
- CXXIX BRIGADA

La 129.ª Brigada se constituyó el 28 de abril de 1937 con restos de batallones de otras Brigadas y miembros del POUM. La distinta procedencia de sus miembros la llevó a ser conocida como la Brigada de las cuarenta naciones. Las diferencias entre las fuerzas políticas y el conflicto en Cataluña con el POUM la hicieron poco efectiva, debiendo ser reorganizada en febrero de 1938. Entonces se nombró jefe de la Brigada a Wacek Komar (que provenía del Batallón Dabrowski de la XI Brigada).
1.er Batallón "Dimitrov". De diversos países balcánicos.
2.º Batallón "Djakovic". Yugoslavos y búlgaros.
3.er Batallón "Masaryk". Checoslovacos.
- CL BRIGADA

Formada en junio de 1937 sobre la base del Batallón Dabrowski de la XI Brigada.
1.er Batallón "Rakosi". Húngaros.

## Después de la Guerra

Sello de correos de la RDA en homenaje a los brigadistas.

Tras la disolución de las Brigadas internacionales, y con el regreso a sus países de origen, sus miembros fueron acogidos de forma distinta. En un principio muchos fueron tachados de simples mercenarios, mientras otros fueron ignorados en su propia tierra. La llegada de la Segunda Guerra Mundial pocos meses después de acabada la guerra en España evidenció el papel notable que habían tenido estos combatientes, al ser los primeros soldados de sus respectivos países que habían luchado contra el expansionismo fascista de Alemania e Italia. Posteriormente, muchos lograron escribir sus memorias de combate, creando asociaciones fraternales, y manteniendo vivo el recuerdo de su lucha. Un caso especial ocurrió en países de Europa Oriental donde, tras 1945, se instalaron gobiernos de izquierda aliados de la URSS; en algunos de ellos los veteranos de la guerra de España fueron homenajeados y reconocidos públicamente como precursores de la lucha antifascista (como en Yugoslavia) pero en otros casos la condición de ex brigadista era motivo de sospecha por parte de Stalin y sus aliados, dando pretexto para persecución, arrestos, y hasta violentas "purgas" de veteranos de las Brigadas, acusados de desviacionismo ideológico. No fue sino hasta la muerte de Stalin en 1953 que la URSS y los países del Pacto de Varsovia rehabilitaron a la totalidad de sus ex brigadistas dentro del proceso de desestalinización. 
El 26 de enero de 1996, el Congreso de los Diputados español concedió la nacionalidad española a los brigadistas si renunciaban a su nacionalidad propia, cumpliendo así la promesa realizada por el régimen de Juan Negrín cuando estos abandonaron España cincuenta y siete años antes. Aun así, la mayoría de los veteranos optó por no renunciar.
Años después, la Ley de la Memoria Histórica reconoció a los brigadistas la nacionalidad española por naturalización, sin exigirles renunciar previamente a la suya propia. En junio de 2009, la embajada española en Londres entregó a varios brigadistas sus pasaportes españoles.

## Los brigadistas más conocidos
Las Brigadas Internacionales contaron entre sus miembros con personalidades como el joven Willy Brandt, que sería luego canciller socialdemócrata de la República Federal de Alemania, Wilhelm Zaisser, ministro de Seguridad del Estado en la República Democrática Alemana y jefe de la policía política Stasi desde 1950 hasta 1953, así como los literatos Ralph Fox, Charles Donnelly, John Cornford, Gustav Regler, Christopher Caudwell, Nick Gillain, George Orwell, científicos como Guido Nonveiller, pintores como Wifredo Lam y militares. 
Quizá menos conocidas aunque más legendarias fueron las mujeres brigadistas, entre las que cabría recordar los nombres de Felicia Browne, Fanny Edelman, Mika Feldman, Tina Modotti, Elisaveta Párshina, Salaria Kea O'Reilly, Adelina Kondrátieva o Lise Ricol.

### Brigadistas famosos
- Enver Hoxha, primer ministro de Albania entre 1944 y 1985.
- Josip Broz Tito, presidente de Yugoslavia entre 1943 y 1980.
- Wilhelm Zaisser, Ministro para la Seguridad del Estado de la República Democrática Alemana entre 1950 y 1953.
- Paul Robeson, artista afrodescendiente, fallecido en 1976.
- Simón Radowitzky, anarquista ucrano-argentino conocido por matar al Jefe de Policía argentino Ramón Falcón.
- David Alfaro Siqueiros, muralista mexicano.
- Apolônio de Carvalho, militar, intelectual y líder comunista brasileño.
- Luigi Longo, destacado político comunista italiano.
- Willi Bredel, presidente de la Academia de Artes de la República Democrática Alemana.
- Frank Ryan, político irlandés, miembro del IRA durante la guerra civil irlandesa.
- Koçi Xoxe, político albanés.
- Henri Rol-Tanguy, comunista francés, jefe de la insurrección de París durante la liberación de la ciudad en 1944.
- Pablo de la Torriente Brau, reconocido escritor y periodista cubano. Miguel Hernández le dedicó su "Elegía Segunda".
- James Robertson Justice, actor británico.
- František Kriegel, médico y político checoslovaco.
- Hans Beimler, destacado sindicalista comunista alemán.

## Monumentos dedicados a los brigadistas
En algunos lugares, ya durante la guerra se construyeron monumentos en homenaje a los brigadistas. Por ejemplo en la zona de la batalla del Jarama, el 30 de junio de 1938 fue inaugurado un monumento en forma de puño. Volvió un grupo de brigadistas para un acto de despedida en noviembre. El monumento fue destruido después de la guerra.
El primer monumento a los brigadistas tras la guerra se inauguró el 28 de octubre de 1988, justo en el cincuentenario de la emotiva despedida que Barcelona brindó a las Brigadas Internacionales. Hablamos de la obra "David y Goliat", del escultor estadounidense Roy Schifrin, que puede verse en la boca norte del túnel de la Rovira, en el barrio del Carmel de la capital catalana, gracias también a la Spanish Civil War Historical Society, que con aportaciones entre otros de personalidades como Woody Allen, Leonard Bernstein o Gregory Peck, impulsó su creación. Acompaña al monumento una placa con un fragmento del discurso que ese 28 de octubre de 1938 pronunció Dolores Ibárruri, la Pasionaria, en el adiós de los brigadistas: «Cuando los años pasen y las heridas de la guerra se vayan restañando, cuando el rechinar de los días dolorosos y sangrientos se esfumen en un presente de libertad (…) hablad a vuestros hijos, habladles de estos hombres de las Brigadas Internacionales (...) No os olvidaremos, y cuando el olivo de la paz florezca… volved».
Otro monumento a los brigadistas puede verse desde 2012 en el campus de la Universidad Complutense de Madrid, allí donde tuvo lugar la Batalla de la Ciudad Universitaria.

Monumentos a las Brigadas en distintas ciudades
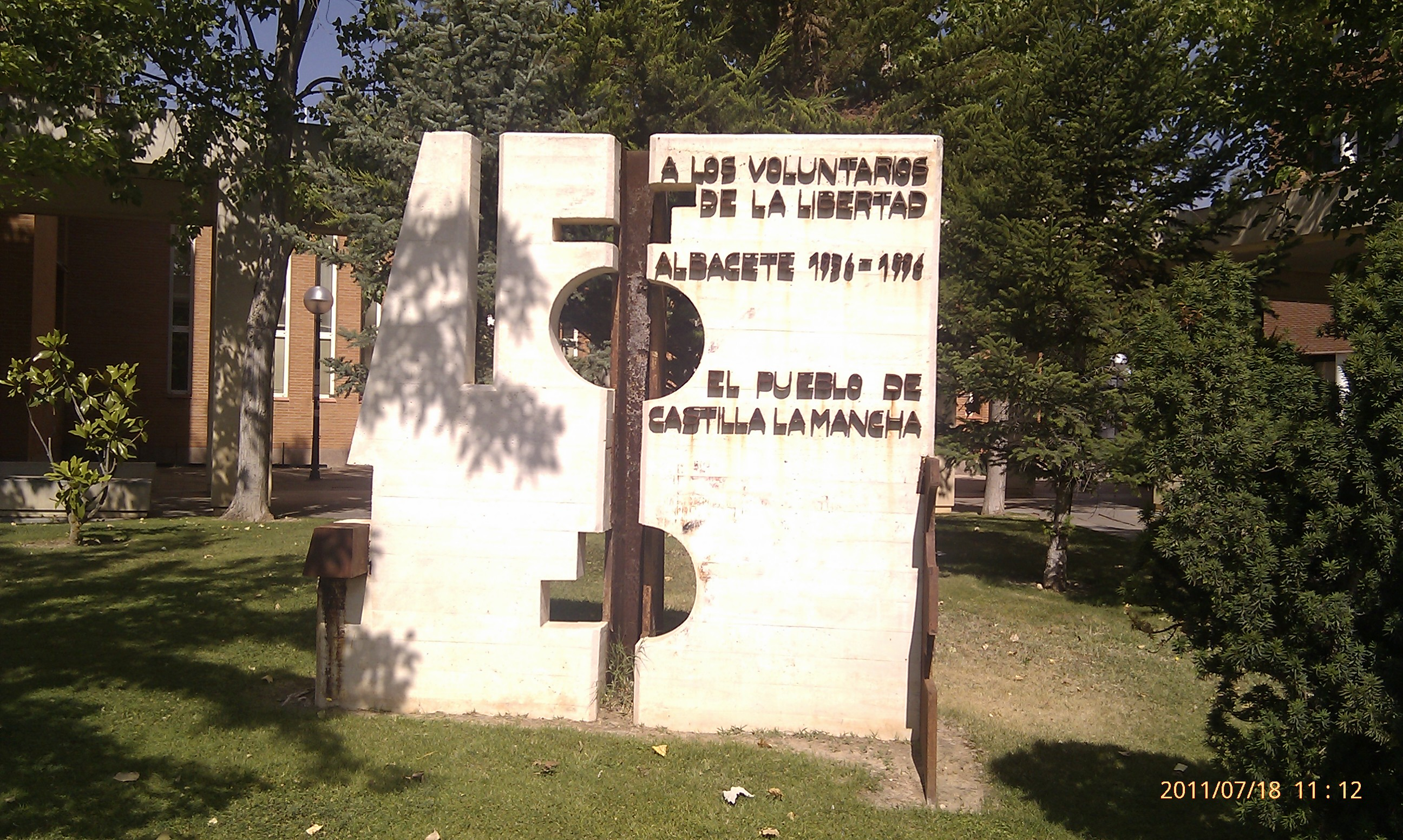
Albacete
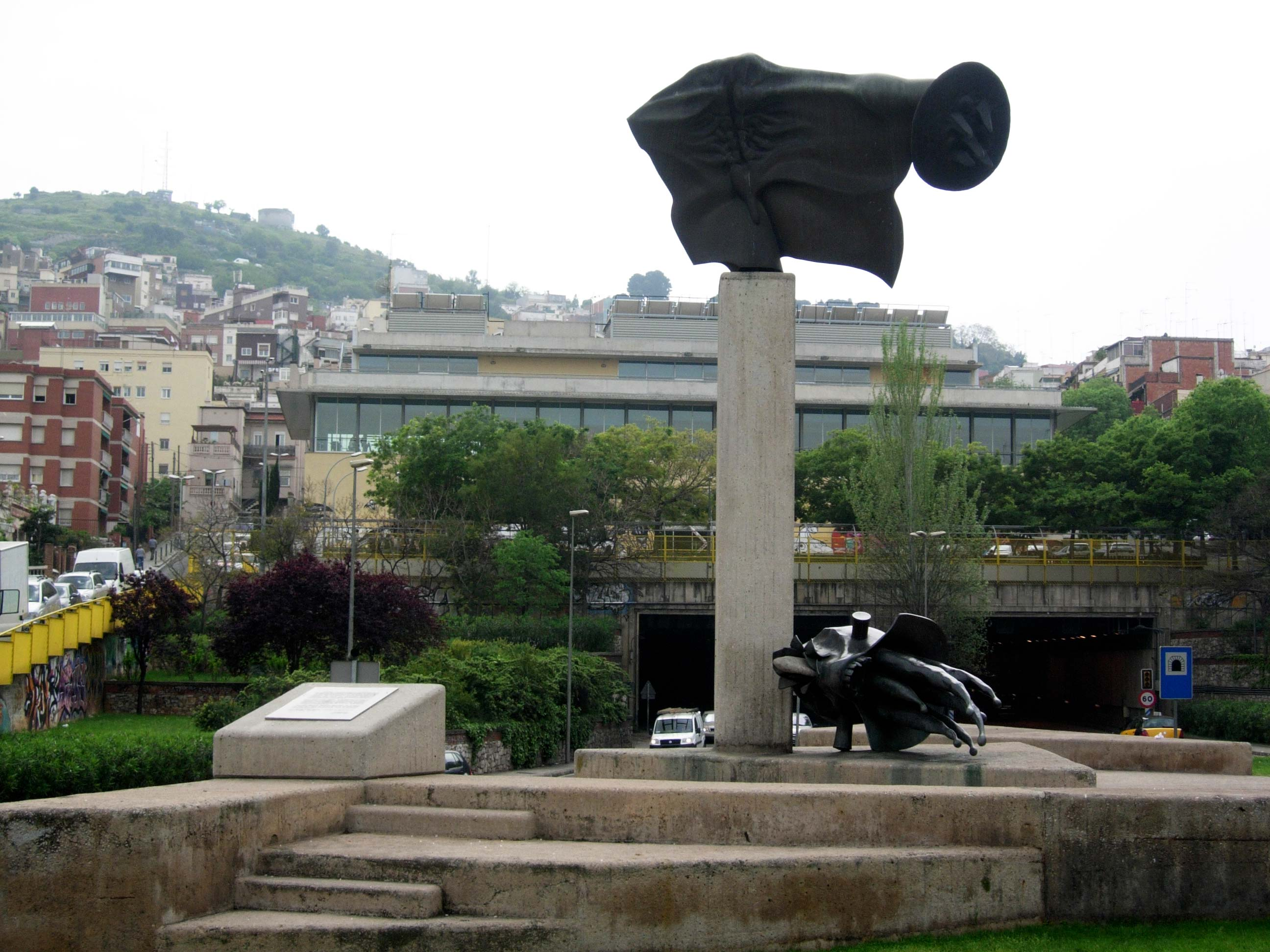
Barcelona
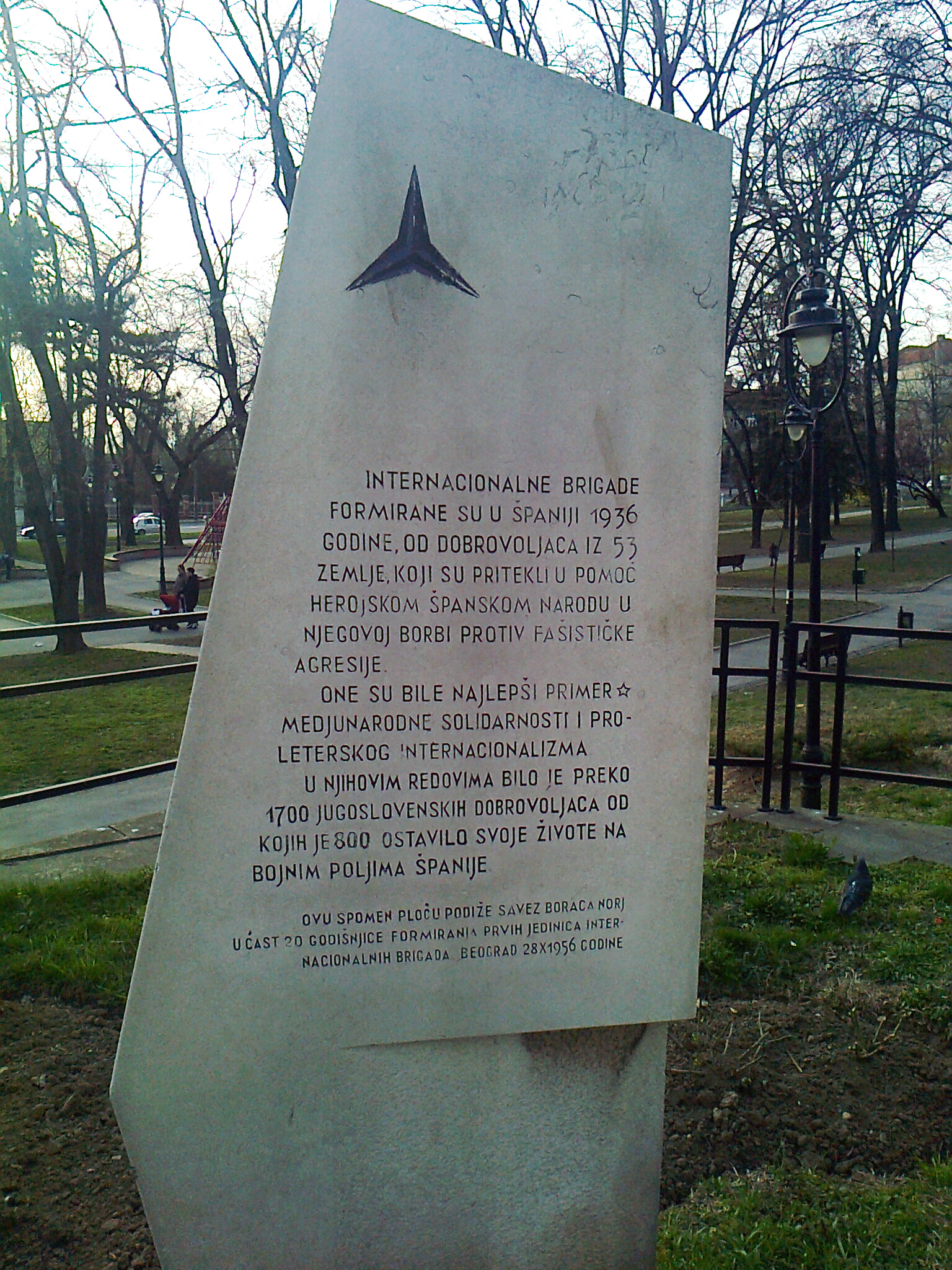
Belgrado
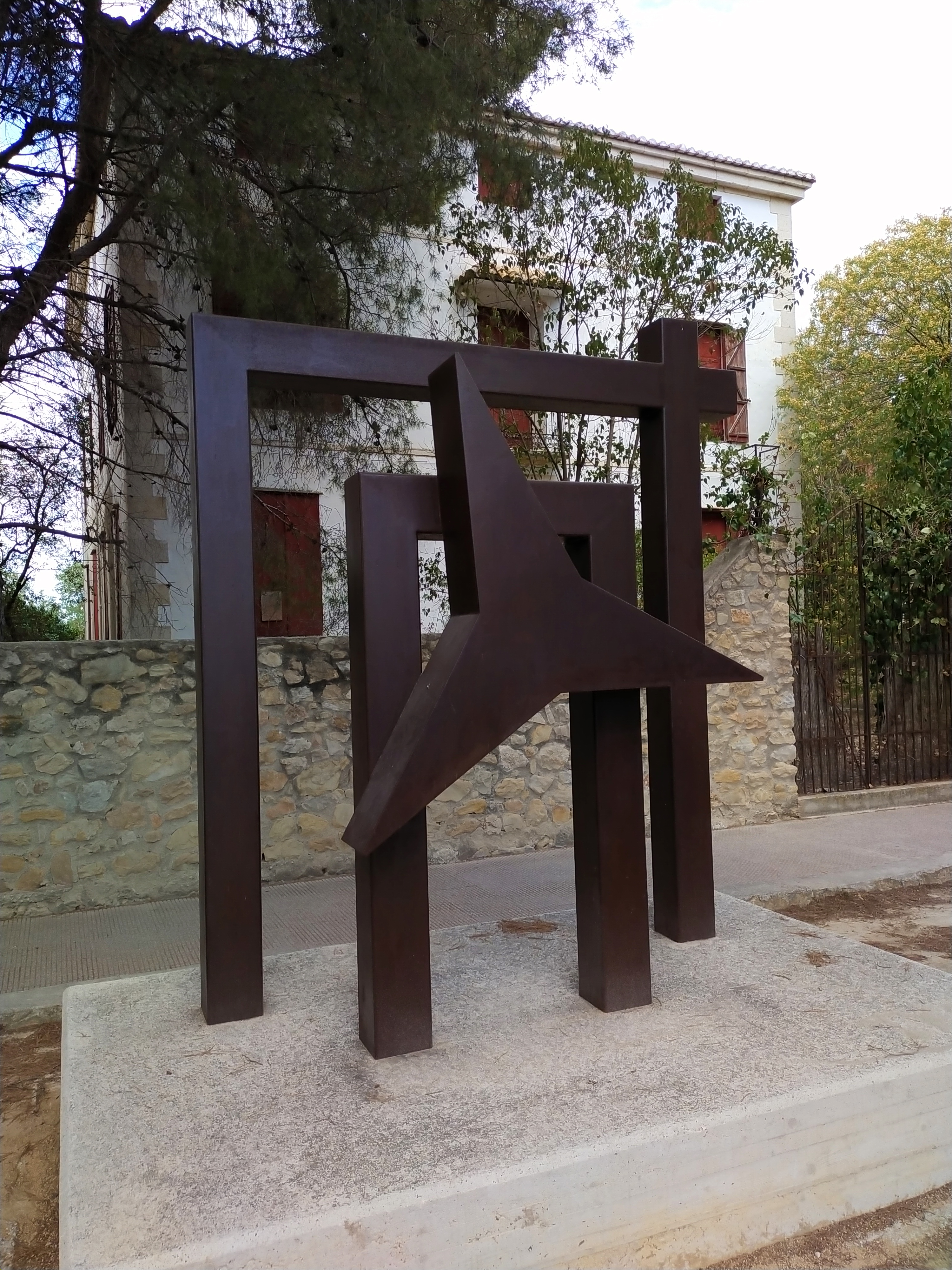
Benisa (Alicante)
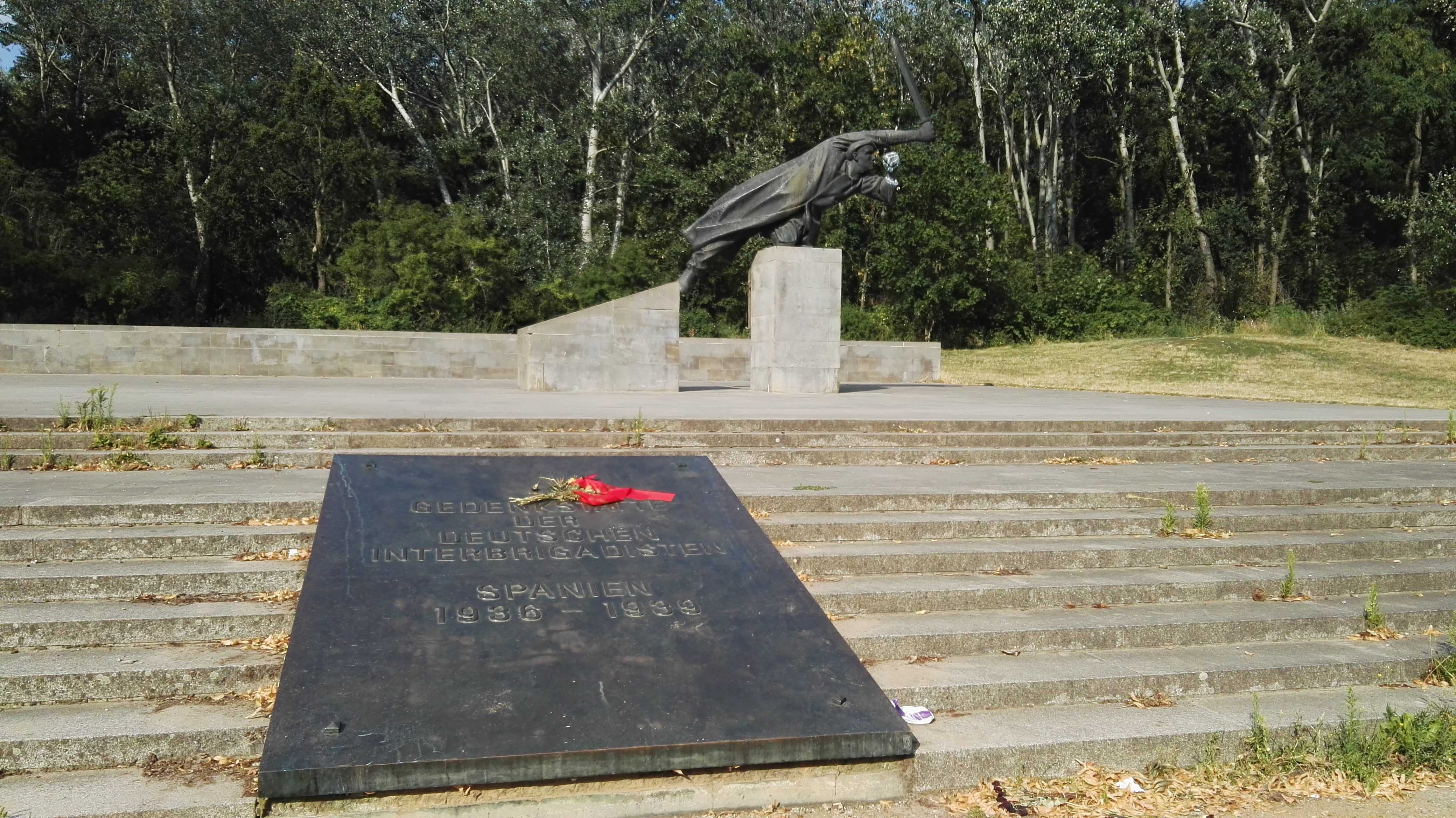
Berlín
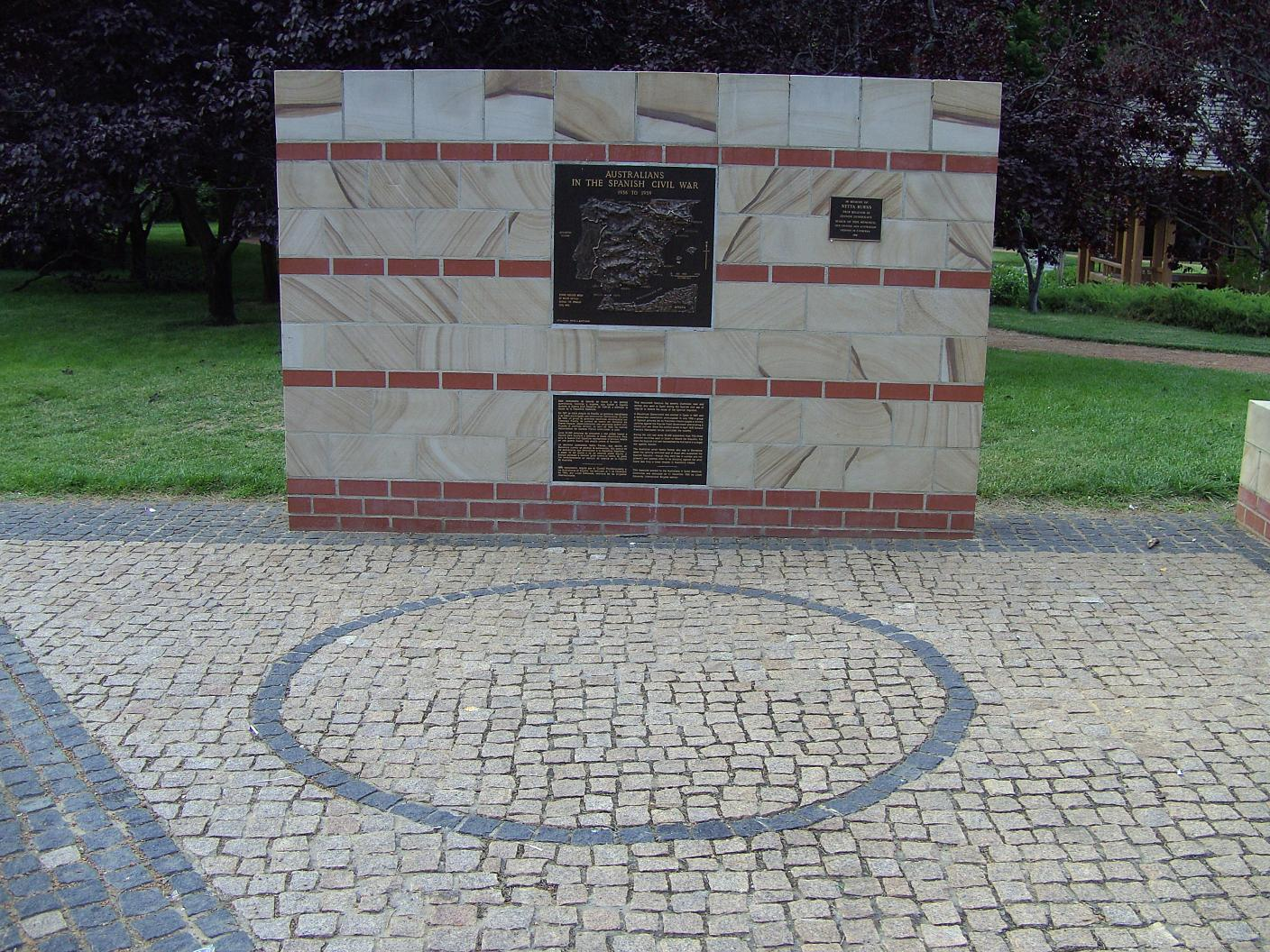
Canberra
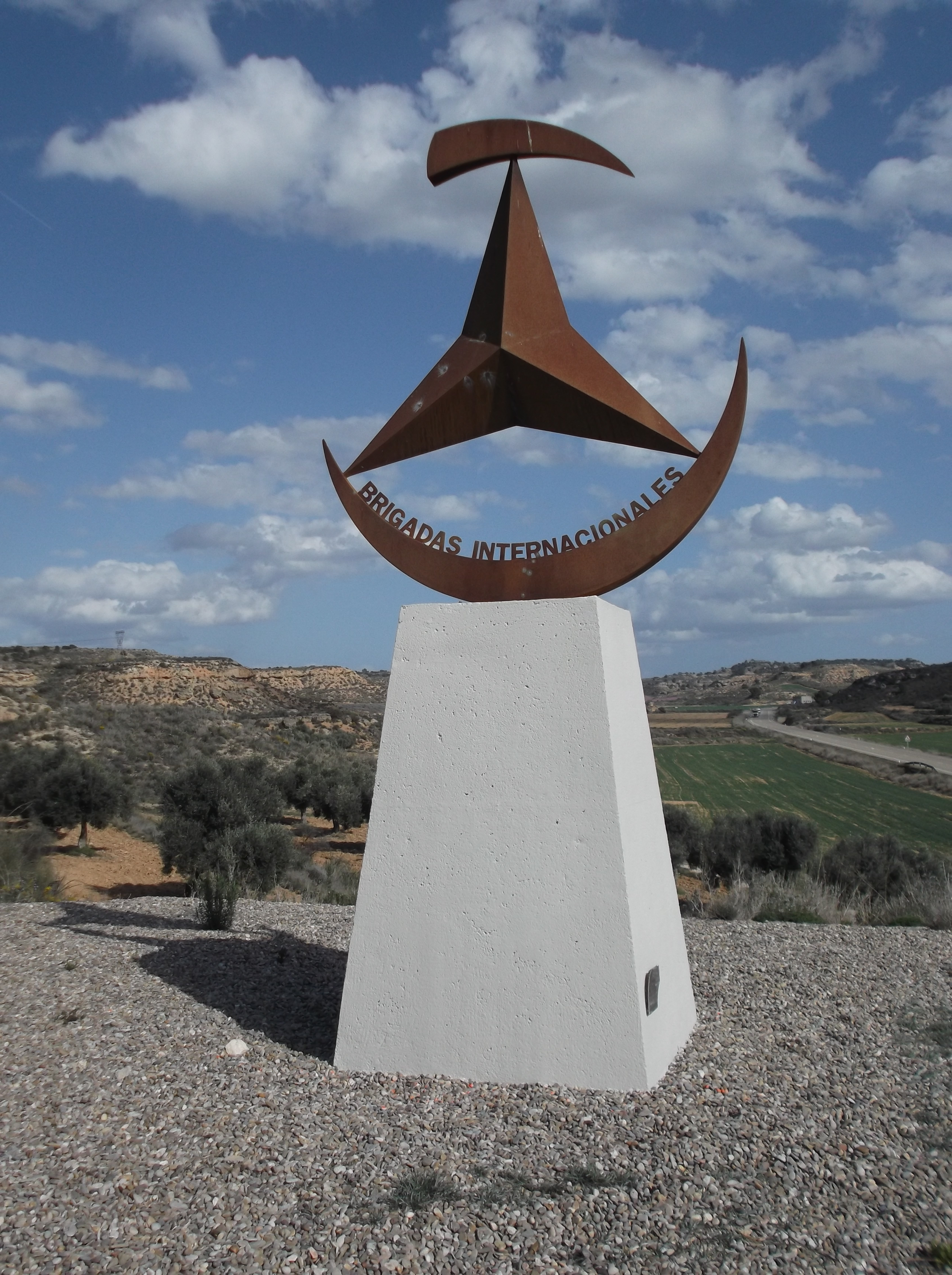
Caspe
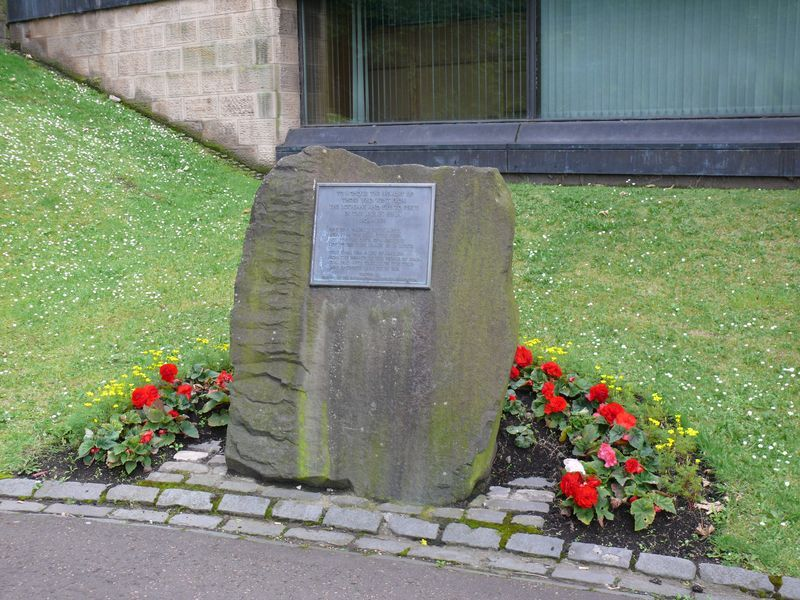
Edimburgo
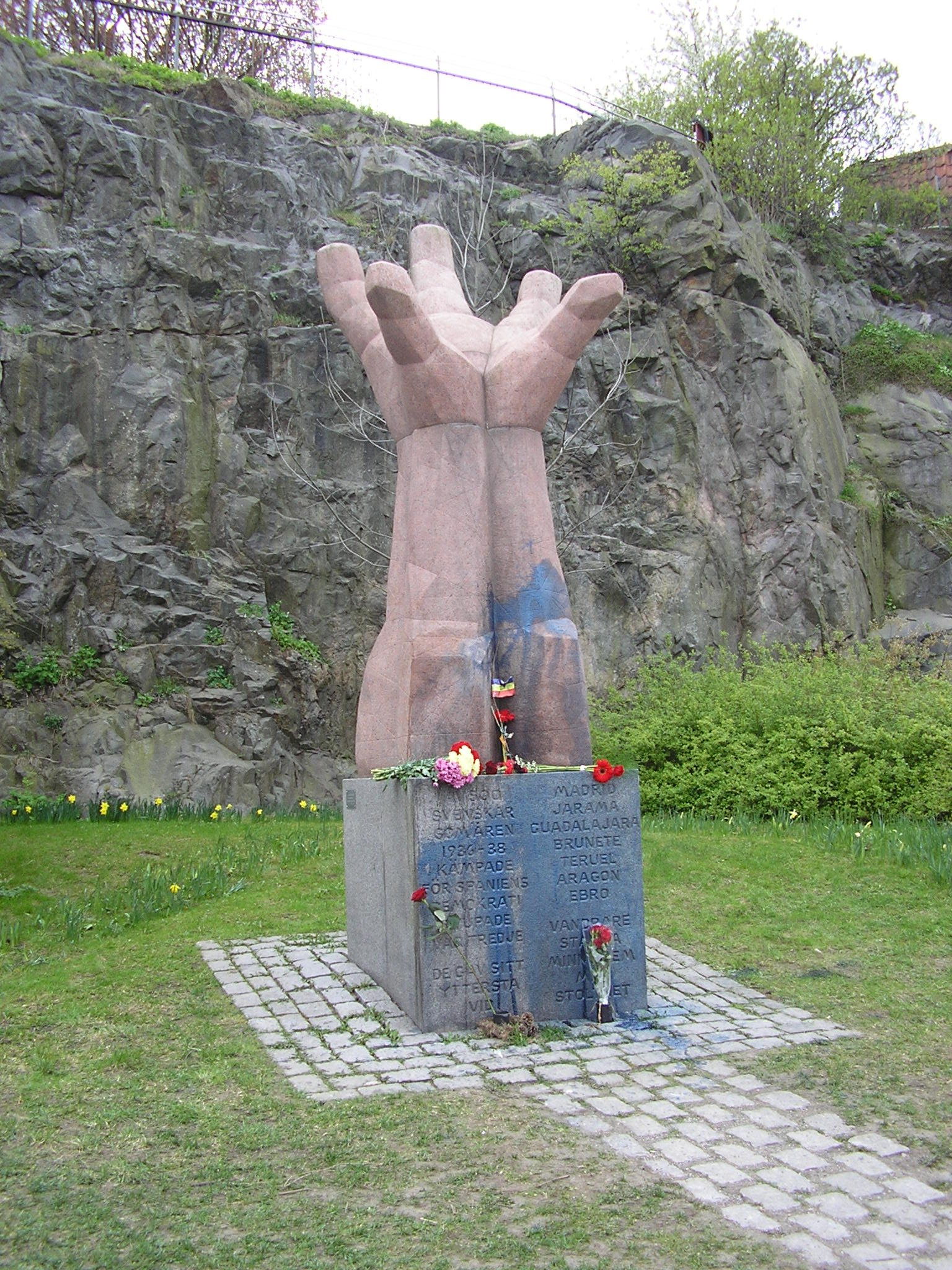
Estocolmo
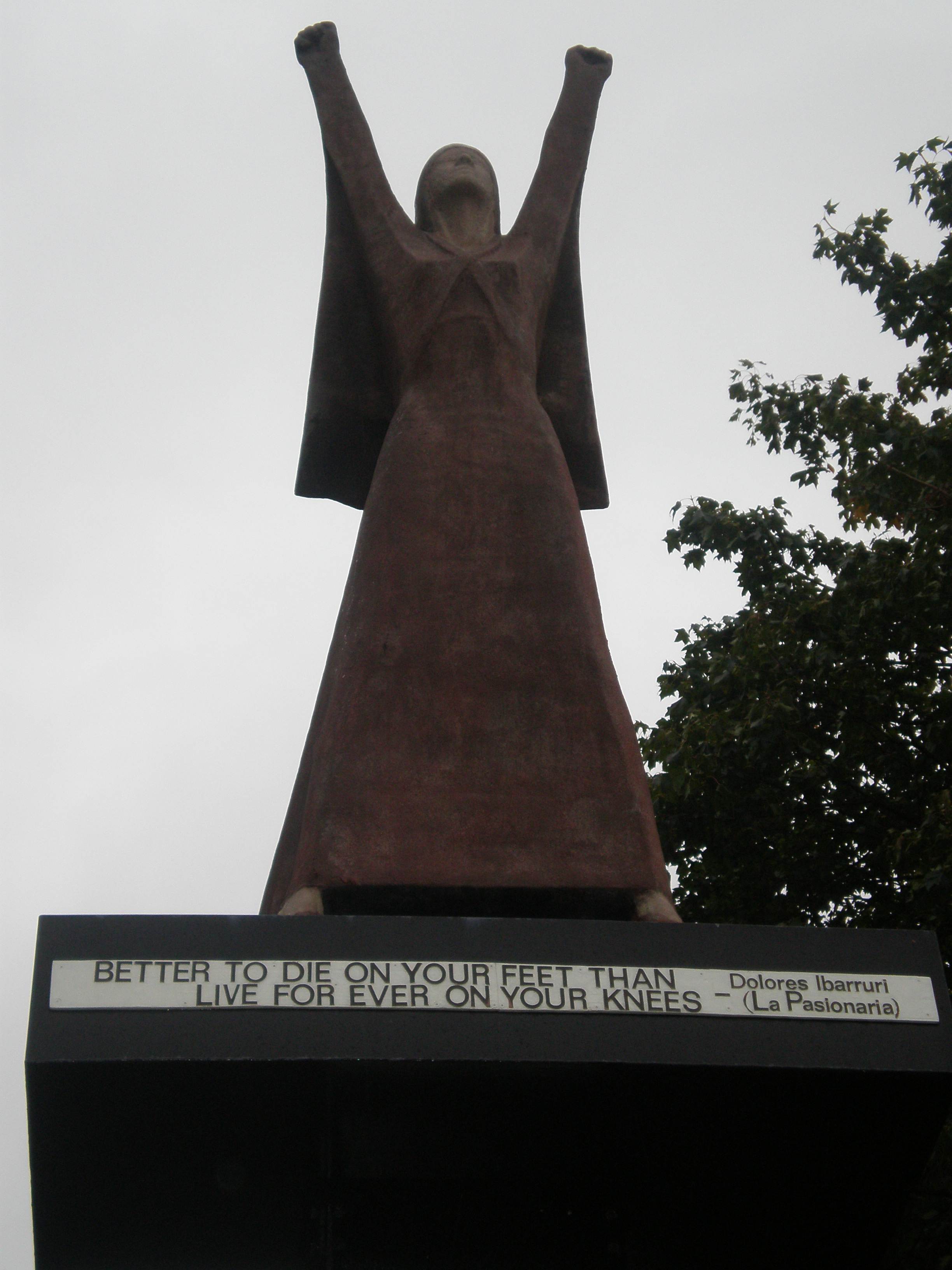
Glasgow
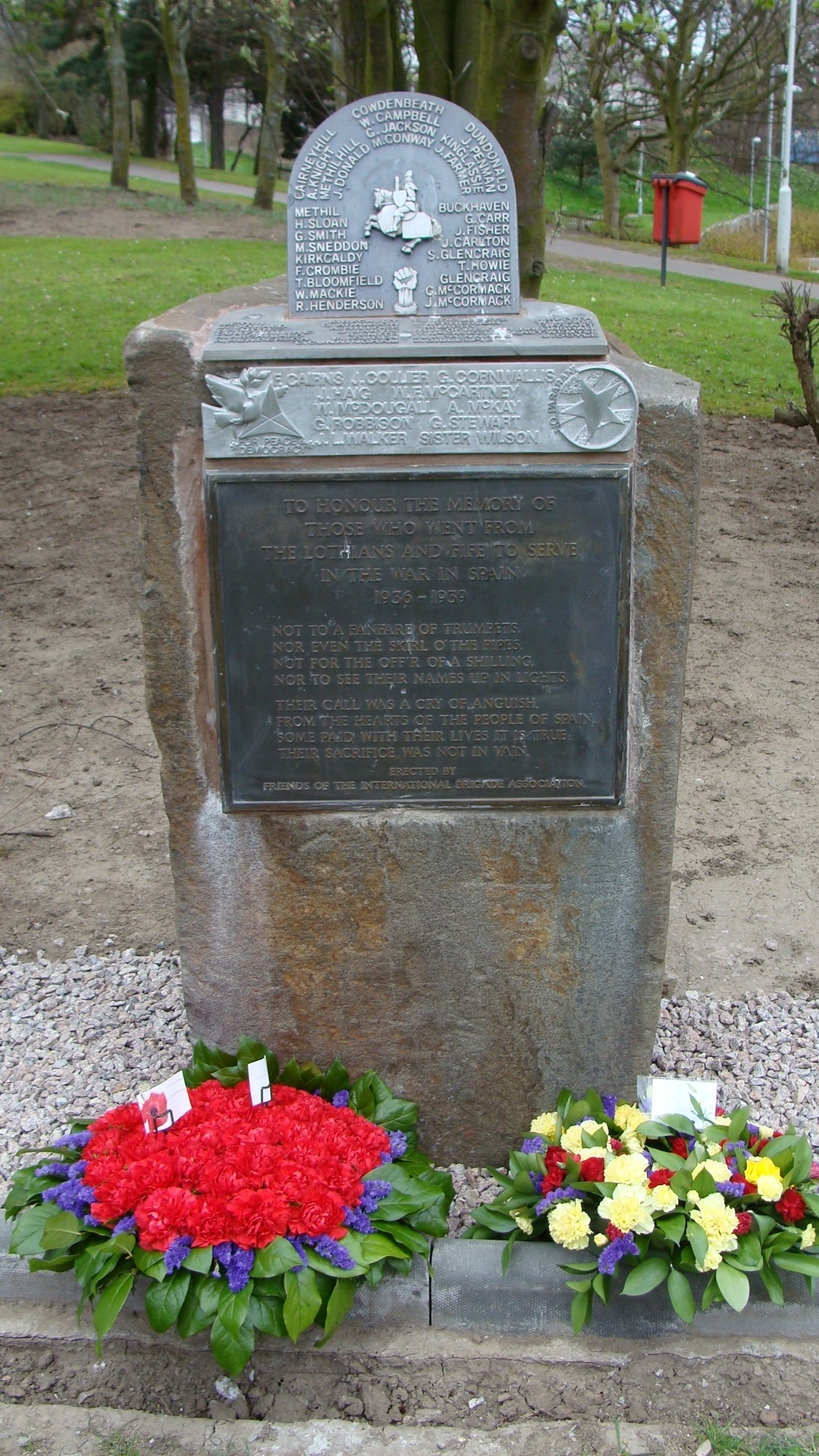
Kirkcaldy (Escocia)
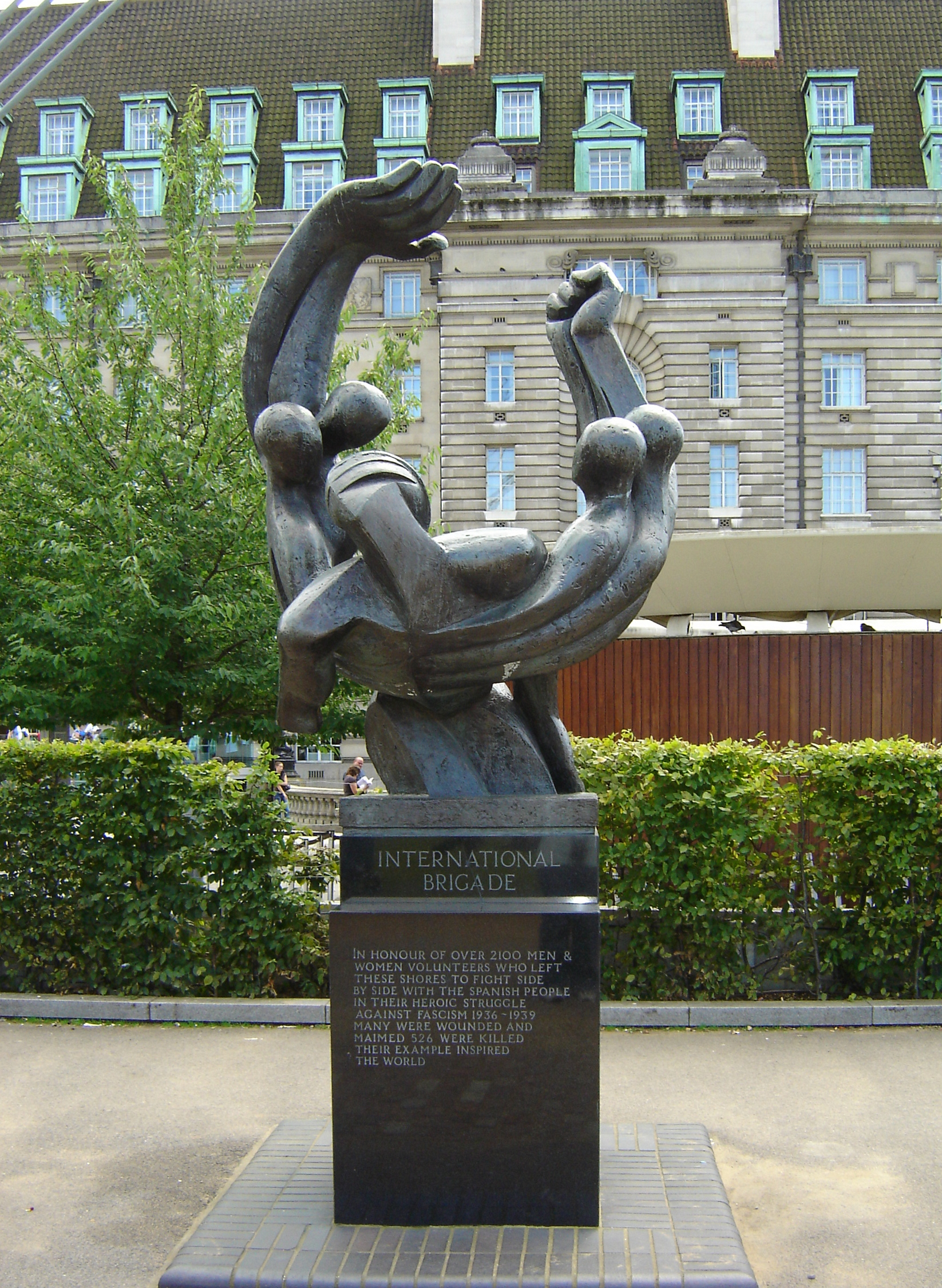
Londres
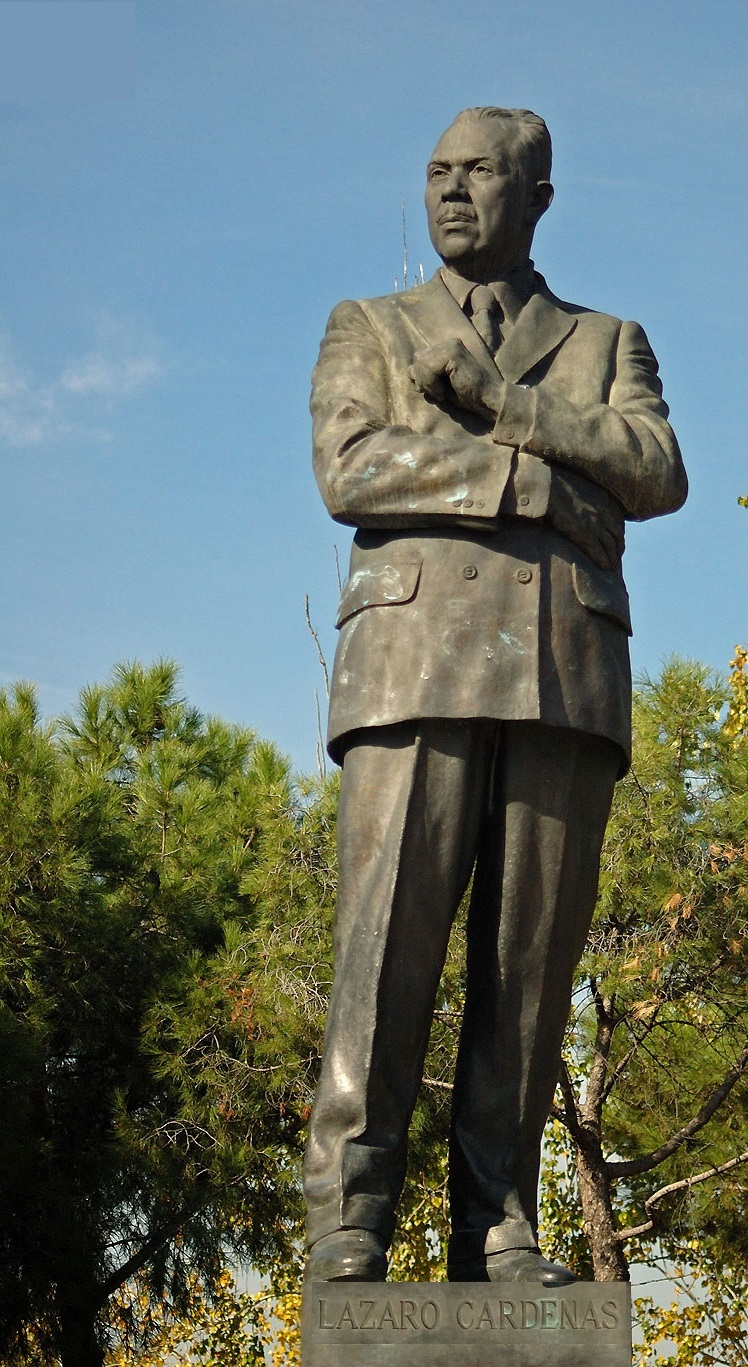
Madrid
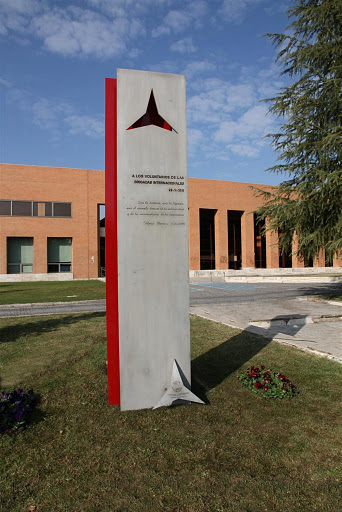
Madrid
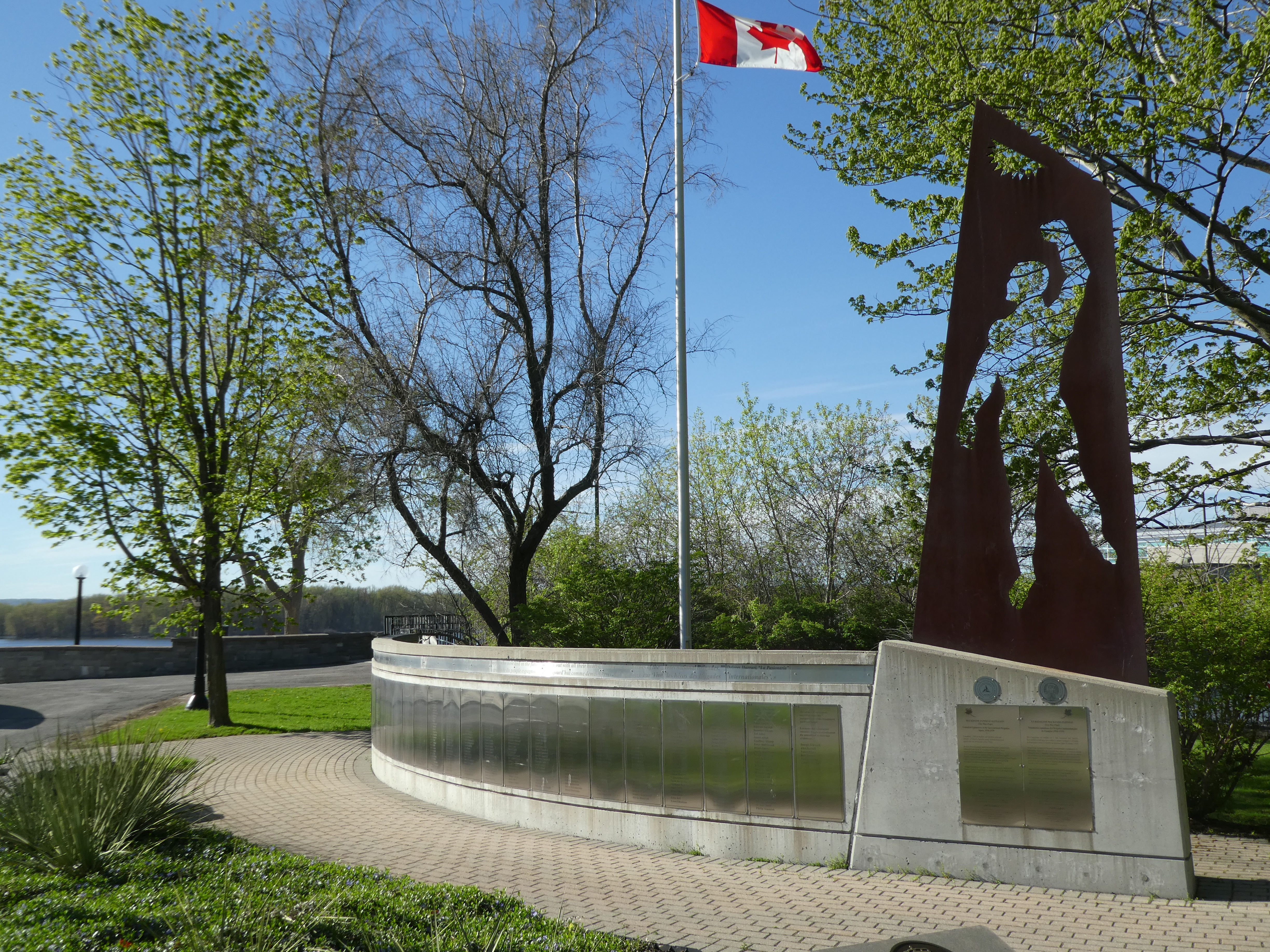
Ottawa (Canadá)
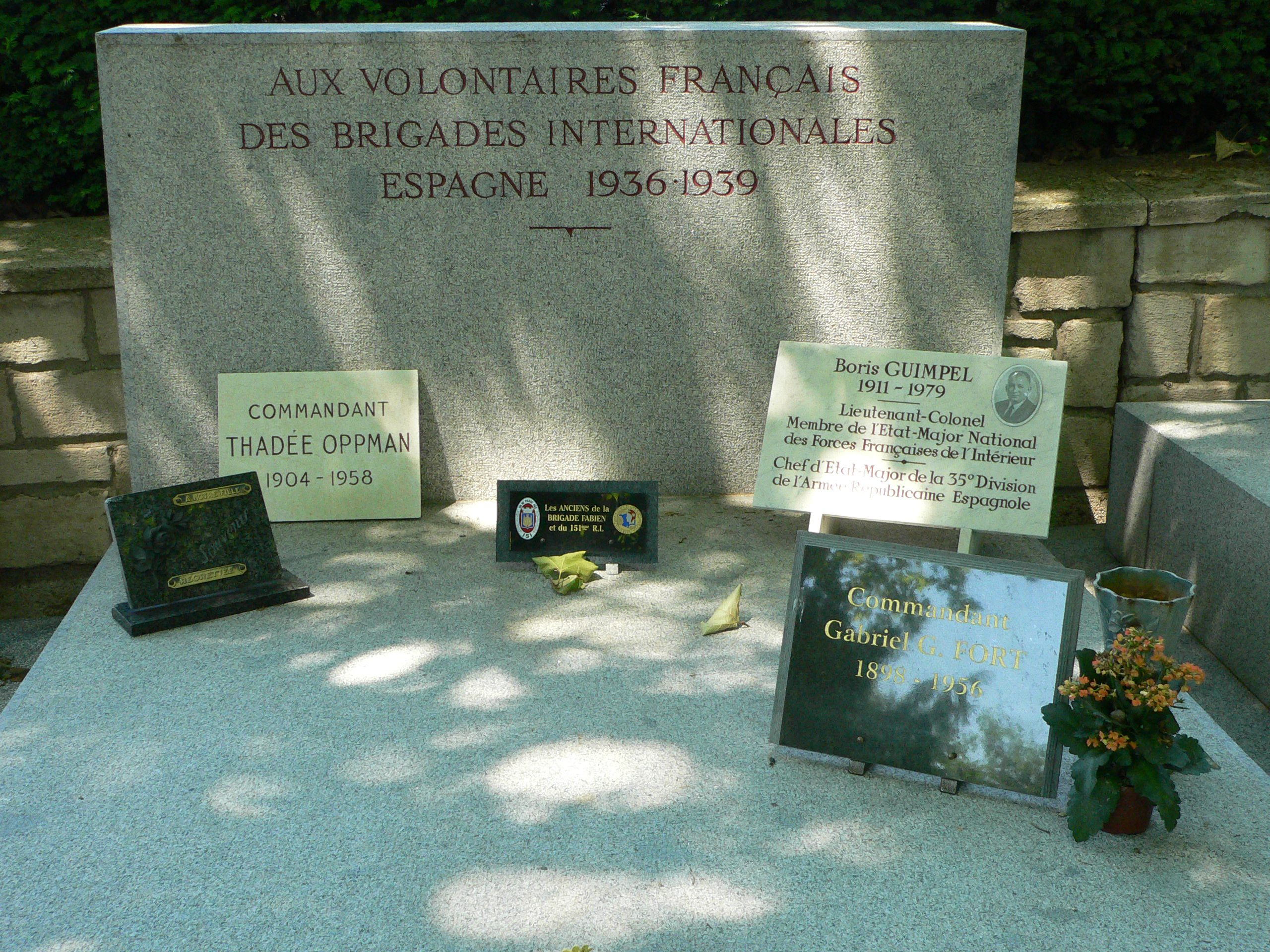
París
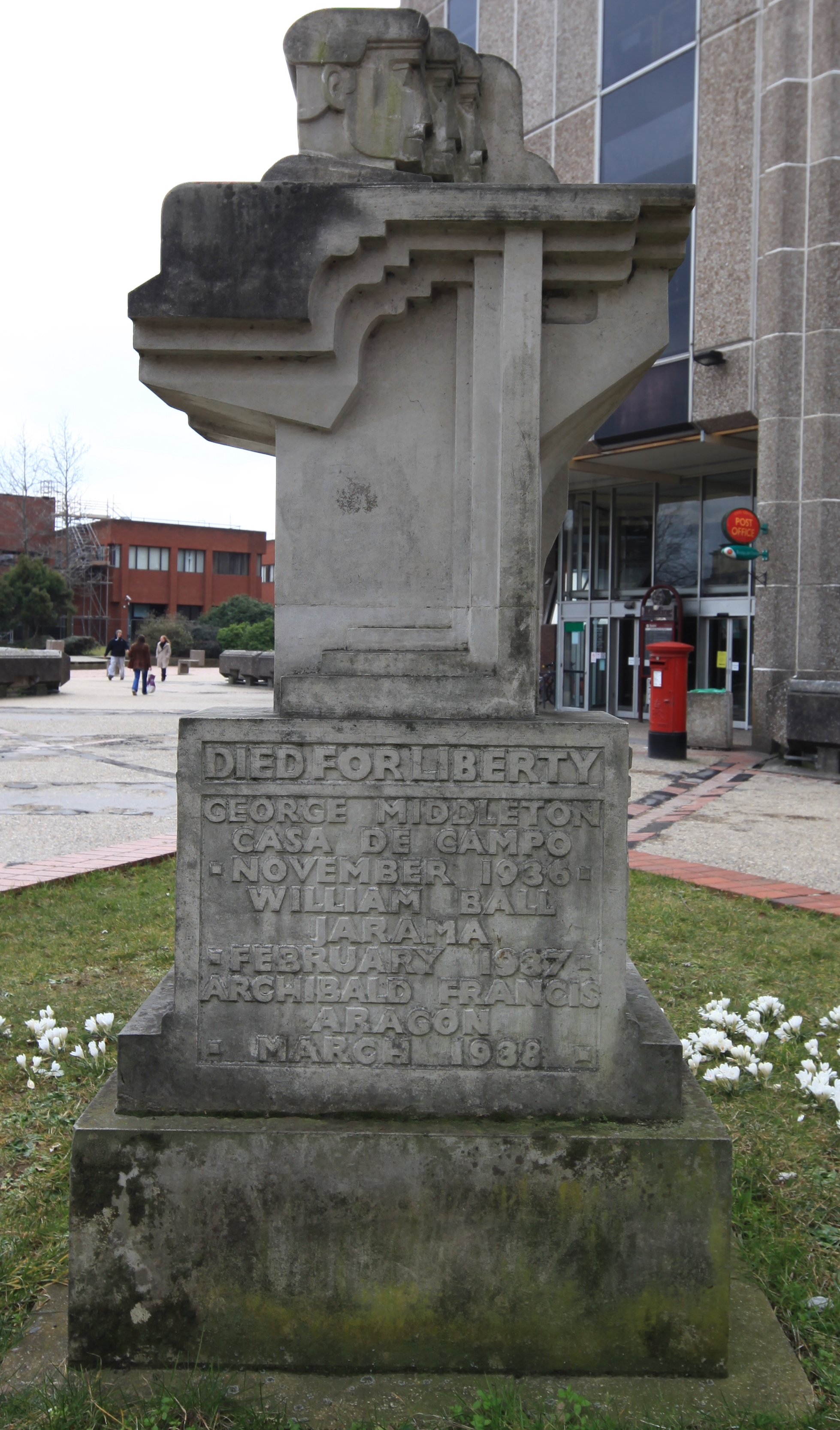
Reading (Inglaterra)
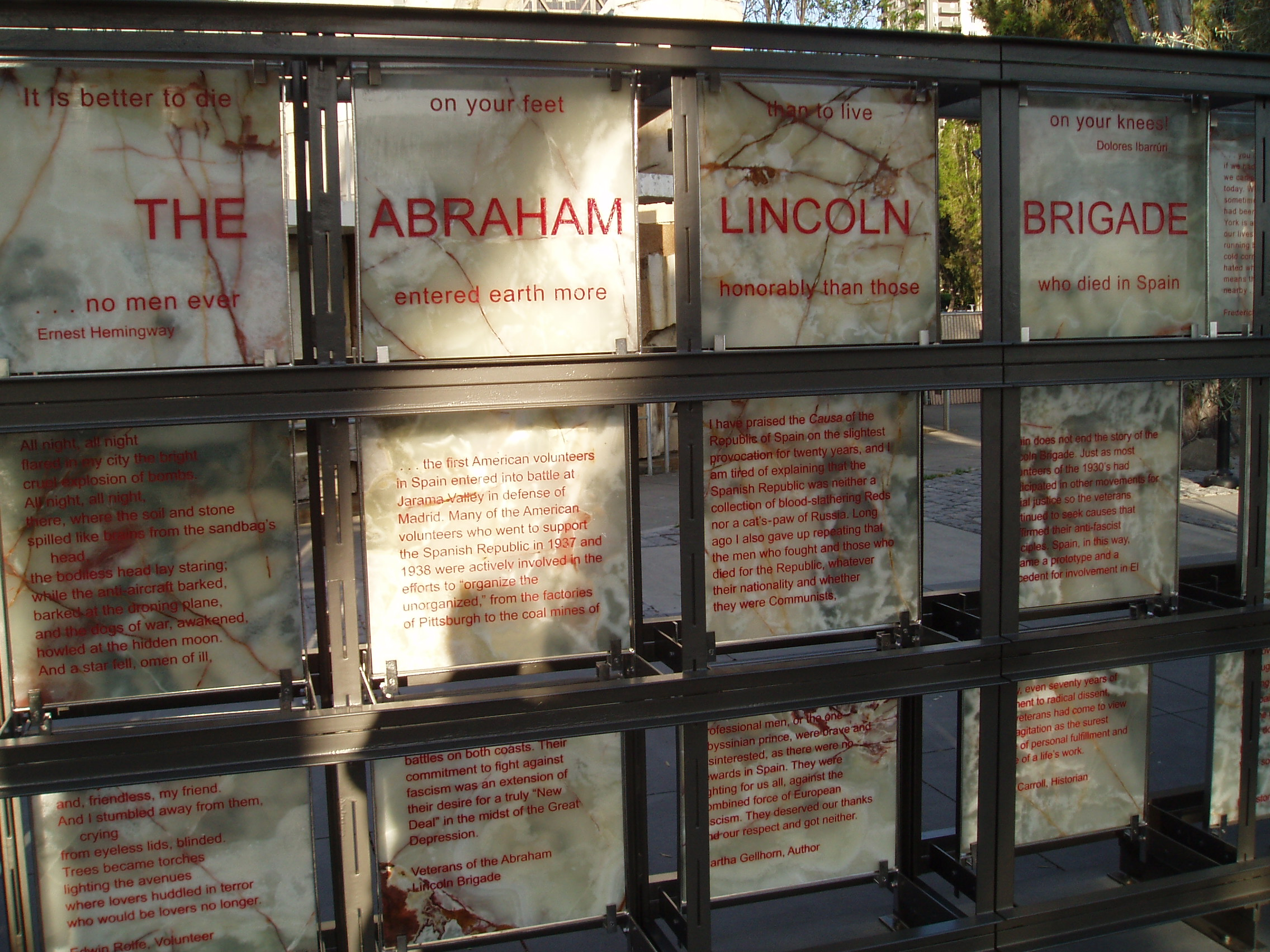
San Francisco
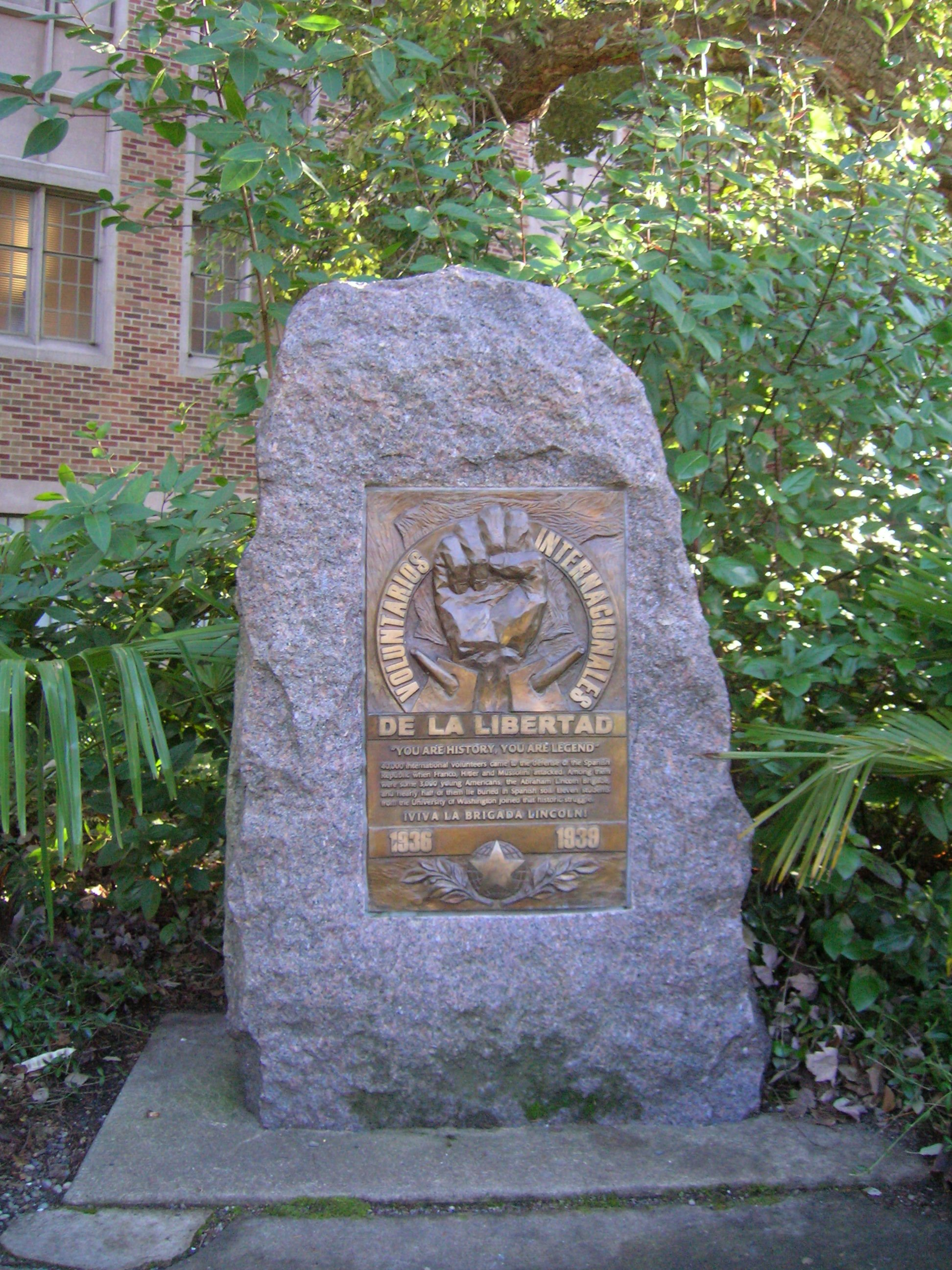
Seattle
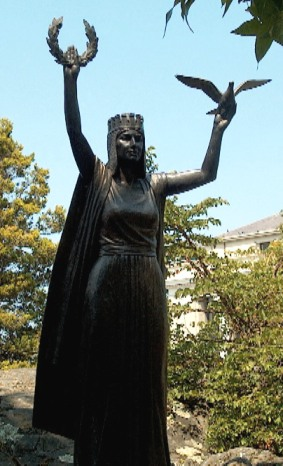
Victoria (Canadá)
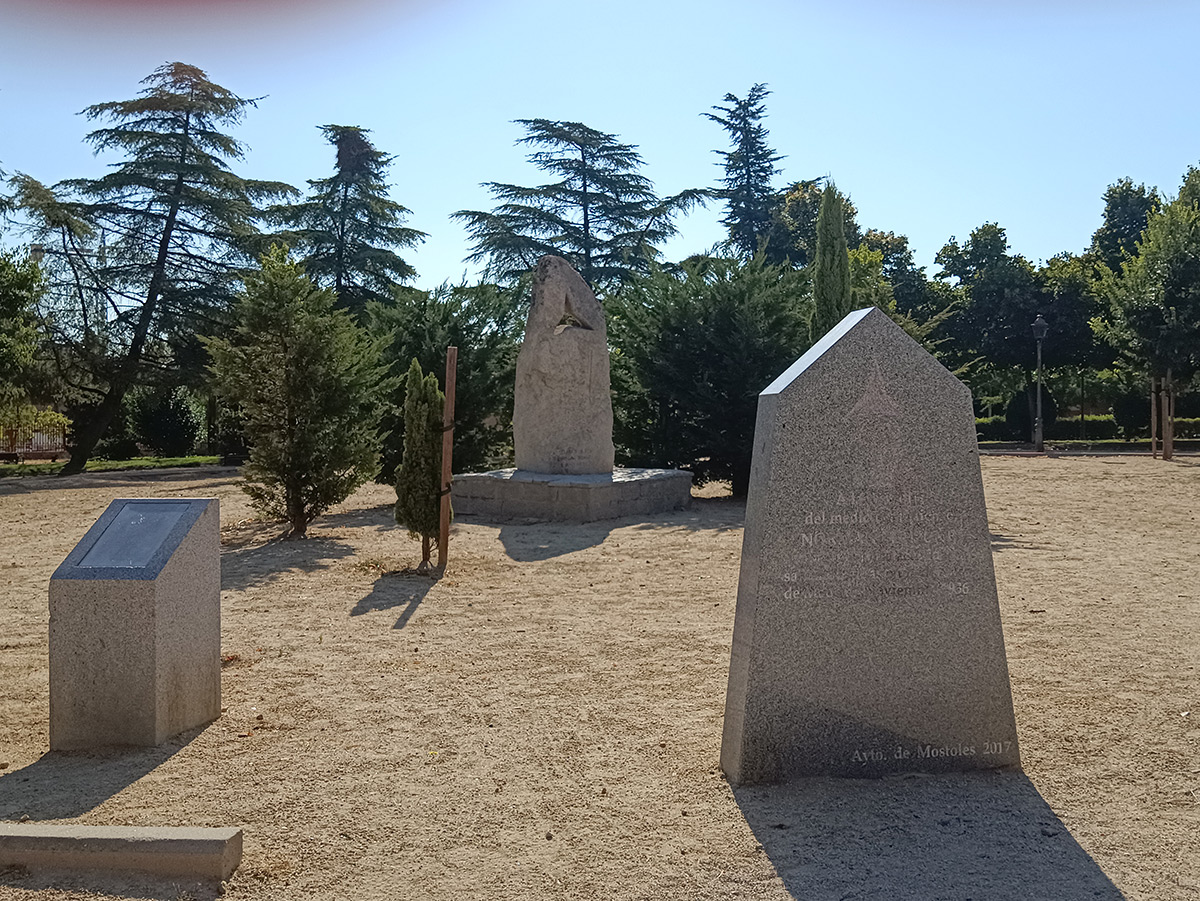
Móstoles (Madrid)